# Liste von Windkraftanlagen in Sachsen-Anhalt
Die Liste von Windkraftanlagen in Sachsen-Anhalt bietet einen Überblick über die installierten Windkraftanlagen im Bundesland Sachsen-Anhalt, wobei der Schwerpunkt auf den installierten Windparks liegt. Als Windparks gelten Standorte mit drei oder mehr Anlagen. Anlagen mit Stahlfachwerkturm sind durch Kursivschrift gekennzeichnet. Wieder abgebaute Anlagen ohne Repowering am gleichen Standort sind durchgestrichen. Da laufend neue Windkraftanlagen errichtet und mit oder ohne Repowering zurückgebaut werden, erhebt diese Liste keinen Anspruch auf Vollständigkeit; sie zeigt den Stand von Anfang 2021. Datenbasis ist die interaktive Karte von Metaver sowie das Marktstammdatenregister.
Im Jahr 2016 deckten die erneuerbaren Energieträger (Sonne, Wind, Wasserkraft, Biogas, Biomasse) rund 100 % des Bruttostrombedarfs Sachsen-Anhalts.

## Übersicht
| Name                                                                            | Baujahr                                                                                        | Gesamt- leistung (MW) | Anzahl | Typ (WKA) | Ort | Land- kreis | Koordinaten                                             | Projektierer / Betreiber                                                        | Bemerkungen |
| ------------------------------------------------------------------------------- | ---------------------------------------------------------------------------------------------- | --------------------- | ------ | --- | --- | ----------- | ------------------------------------------------------- | ------------------------------------------------------------------------------- | --- |
| Windkraftanlage Ackendorf                                                       | 2003                                                                                           | 1,5                   | 1      | GE Wind Energy 1.5sl (1×) | Haldensleben | BK          | 52° 13′ 29″ N, 11° 25′ 34″ O                            | Germania Windpark                                                               | |
| Windkraftanlage Breitenstein                                                    | 1997                                                                                           | 0,5                   | 1      | Enercon E-40/5.40 (1×) | Breitenstein | MSH         | 51° 37′ 26″ N, 10° 56′ 29″ O                            |                                                                                 | |
| Windkraftanlage Bretsch                                                         | 2001                                                                                           | 0,5                   | 1      | Enercon E-40/5.40 (1×) | Bretsch | SDL         | 52° 50′ 13″ N, 11° 38′ 20″ O                            |                                                                                 | |
| Windkraftanlage Cobbelsdorf                                                     | 2002                                                                                           | 0,6                   | 1      | Enercon E-40/6.44 (1×) | Cobbelsdorf | WB          | 51° 57′ 17″ N, 12° 32′ 29″ O                            |                                                                                 | |
| Windkraftanlage Danstedt                                                        | 1995 2000 2021                                                                                 | 0,5                   | 1      | Enercon E-40/5.40 (1×) | Danstedt | HZ          | 51° 55′ 56″ N, 10° 53′ 28″ O                            |                                                                                 | eine Tacke TW 300 2021 bis auf den Turm abgebaut |
| Windkraftanlage Domnitz-West                                                    | 2003                                                                                           | 1,5                   | 1      | GE Wind Energy 1.5sl (1×) | Domnitz | SK          | 51° 38′ 3″ N, 11° 49′ 30″ O                             |                                                                                 | |
| Windkraftanlage Eimersleben                                                     | 2004                                                                                           | 0,85                  | 1      | Vestas V52-850kW (1×) | Vorwerk | BK          | 52° 11′ 33″ N, 11° 12′ 6″ O                             | Notus energy                                                                    | errichtet an der A 2 |
| Windkraftanlage Großgräfendorf                                                  | 1990                                                                                           | 0,08                  | 1      | Enercon E-17 (1×) | Großgräfendorf                                                                                                  | SK          | 51° 23′ 14″ N, 11° 48′ 27″ O                            |                                                                                 | abgebaut 2016. Erste Windkraftanlage in Sachsen-Anhalt und zweite in der ehem. DDR |
| Windkraftanlage Gütter                                                          | 1995                                                                                           | 0,5                   | 1      | Micon M 1500-500 (1×) | Gütter | JL          | 52° 15′ 34″ N, 11° 54′ 9″ O                             |                                                                                 | Erste Windkraftanlage im Jerichower Land |
| Windkraftanlage Halberstadt                                                     | 1993                                                                                           | 0,110                 | 1      | Seewind 20/110 (1×) | Halberstadt | HZ          | 51° 53′ 8″ N, 11° 1′ 9″ O                               |                                                                                 | |
| Windkraftanlage Harsleben                                                       | 1996                                                                                           | 0,6                   | 1      | Südwind S46/600 (1×) | Harsleben | HZ          | 51° 53′ 19″ N, 11° 7′ 0″ O                              |                                                                                 | Prototyp der Südwind S46, 2020 abgebaut |
| Windkraftanlage Hohendodeleben                                                  | 1996 2001                                                                                      | 1,5                   | 1      | Jacobs MD70 (1×) | Hohendodeleben                                                                                                  | BK          | 52° 5′ 27″ N, 11° 29′ 1″ O                              |                                                                                 | eine Tacke TW 600 mittlerweile abgebaut; 2021 Abbau der Nordex N52/800 Erweiterung geplant (3× Enercon E-160 EP5 E3 R1) |
| Windkraftanlage Hohenwarsleben                                                  | 2001                                                                                           | 1,5                   | 1      | Enron Wind 1.5sl (1×) | Hohenwarsleben                                                                                                  | BK          | 52° 9′ 32″ N, 11° 30′ 3″ O                              | Germania Windpark                                                               | Errichtet an der A 2 |
| Windkraftanlage Kläden                                                          | 1998                                                                                           | 0,5                   | 1      | Enercon E-40/5.40 (1×) | Kläden | SDL         | 52° 38′ 22″ N, 11° 40′ 17″ O                            | ZOPF                                                                            | |
| Windkraftanlage Klein Quenstedt                                                 | 1995                                                                                           | 0,225                 | 1      | Micon M 700-225 (1×) | Halberstadt | HZ          | 51° 54′ 59″ N, 11° 4′ 21″ O                             |                                                                                 | 2013 abgebaut |
| Windkraftanlage Kretzschau                                                      | 2001                                                                                           | 1,5                   | 1      | Enercon E-66/15.66 (1×) | Kretzschau | BLK         | 51° 2′ 24″ N, 12° 3′ 19″ O                              |                                                                                 | |
| Windkraftanlage Langeln                                                         | 1993                                                                                           | 0,25                  | 1      | Micon M750-250 (1×) | Langeln | HZ          | 51° 55′ 2″ N, 10° 47′ 0″ O                              |                                                                                 | |
| Windkraftanlage Löbnitz a. d. Linde                                             | 1998                                                                                           | 0,5                   | 1      | Enercon E-40/5.40 (1×) | Löbnitz a. d. Linde                                                                                             | ABI         | 51° 44′ 3″ N, 11° 53′ 30″ O                             |                                                                                 | |
| Windkraftanlage Lossa                                                           | 1993 2002                                                                                      | 0,6                   | 1      | Enercon E-40/6.44 (1×) | Finne | BLK         | 51° 12′ 48″ N, 11° 23′ 53″ O                            |                                                                                 | Abbau von 2 Ventis V20-100 im Jahr 2013. |
| Windkraftanlage Magdeburg-Hopfengarten                                          | 2001                                                                                           | 0,6                   | 1      | Enercon E-40/6.44 (1×) | Hopfengarten | MD          | 52° 5′ 27″ N, 11° 38′ 8″ O                              | SKET                                                                            | errichtet auf dem Gelände des Industrieparks SKET |
| Windkraftanlage Meineweh                                                        | 2004                                                                                           | 0,75                  | 1      | NEG Micon NM 48/750 (1×) | Meineweh | BLK         | 51° 3′ 54″ N, 11° 59′ 15″ O                             |                                                                                 | abgebaut 2025 |
| Windkraftanlage Neeken                                                          | 2003                                                                                           | 1,5                   | 1      | GE Wind Energy 1.5sl (1×) | Neeken | DE          | 51° 53′ 16″ N, 12° 10′ 28″ O                            |                                                                                 | |
| Windkraftanlage Paplitz                                                         | 2003                                                                                           | 0,85                  | 1      | Vestas V52-850kW (1×) | Paplitz | JL          | 52° 15′ 8″ N, 12° 13′ 25″ O                             |                                                                                 | errichtet an der A 2 |
| Windkraftanlage Rademin                                                         | 1996                                                                                           | 0,25                  | 1      | Nordex N29/250 (1×) | Rademin | SAW         | 52° 48′ 7″ N, 11° 20′ 14″ O                             |                                                                                 | |
| Windkraftanlage Rahnsdorf                                                       | 2000                                                                                           | 0,5                   | 1      | Enercon E-40/5.40 (1×) | Rahnsdorf | WB          | 51° 56′ 45″ N, 12° 48′ 10″ O                            |                                                                                 | |
| Windkraftanlage Reesen                                                          | 2003                                                                                           | 2,0                   | 1      | Vestas V80-2.0MW (1×) | Reesen | JL          | 52° 16′ 5″ N, 11° 55′ 21″ O                             |                                                                                 | |
| Windkraftanlage Rohrsheim                                                       | 1995                                                                                           | 0,25                  | 1      | Lagerwey LW 27/250 (1×) | Rohrsheim | HZ          | 52° 1′ 16″ N, 10° 50′ 35″ O                             |                                                                                 | Zweiflügler, ein Rotorblatt bei Havarie abgebrochen, 2021 abgebaut |
| Windkraftanlage Roßberg                                                         | 1996 1997                                                                                      | 0,6                   | 1      | Nordtank NTK 600/43 (1×) | Thürungen | MSH         | 51° 27′ 23″ N, 11° 2′ 8″ O                              | MDP                                                                             | Demontage von 2× GET Danwin 600/41 und 2× Nordtank NTK 600/43 im Jahr 2018 Demontage der letzten Anlage im November 2021 |
| Windkraftanlage Schlanstedt                                                     | 1998                                                                                           | 0,5                   | 1      | Enercon E-40/5.40 (1×) | Schlanstedt | HZ          | 52° 1′ 5″ N, 11° 0′ 58″ O                               |                                                                                 | |
| Windkraftanlage Schwarz                                                         | 2004                                                                                           | 1,8                   | 1      | Enercon E-66/18.70 (1×) | Schwarz | SLK         | 51° 53′ 30″ N, 11° 49′ 4″ O                             | Sonnenberg – Kunz Regenerativer Energien GbR                                    | |
| Windkraftanlage Stegelitz                                                       | 1996                                                                                           | 0,6                   | 1      | Tacke TW 600 (1×) | Stegelitz | JL          | 52° 10′ 27″ N, 11° 54′ 7″ O                             |                                                                                 | Die Anlage wurde im März 2015 abgebaut |
| Windkraftanlage Streetz                                                         | 2007                                                                                           | 1,5                   | 1      | GE Wind Energy 1.5sl (1×) | Streetz | DE          | 51° 55′ 52″ N, 12° 14′ 52″ O                            |                                                                                 | |
| Windkraftanlage Tangeln                                                         | 2003                                                                                           | 0,6                   | 1      | Enercon E-40/6.44 (1×) | Tangeln | SAW         | 52° 40′ 15″ N, 11° 2′ 11″ O                             |                                                                                 | |
| Windkraftanlage Trebitz                                                         | 1995                                                                                           | 0,27                  | 1      | Südwind N3127/270 (1×) | Trebitz | WB          | 51° 45′ 2″ N, 12° 45′ 15″ O                             |                                                                                 | |
| Windkraftanlage Weickelsdorf                                                    | 1997                                                                                           | 0,5                   | 1      | Enercon E-40/5.40 (1×) | Heidegrund | BLK         | 51° 1′ 34″ N, 11° 57′ 5″ O                              |                                                                                 | 2013 Abbau einer Seewind 25/132 |
| Windkraftanlage Wettelrode                                                      | 1997                                                                                           | 0,5                   | 1      | Enercon E-40/5.40 (1×) | Wettelrode | MSH         | 51° 30′ 28″ N, 11° 16′ 15″ O                            |                                                                                 | |
| Windkraftanlage Wust                                                            | 1996                                                                                           | 0,5                   | 1      | Vestas V39-500kW (1×) | Wust | SDL         | 52° 33′ 29″ N, 12° 6′ 33″ O                             |                                                                                 | 2015 abgebaut |
| Windkraftanlagen Altenroda                                                      | 1998                                                                                           | 1,2                   | 2      | Nordtank NTK 600/43 (2×) | Bad Bibra | BLK         | 51° 14′ 1″ N, 11° 32′ 37″ O                             |                                                                                 | Abbau beider Anlagen im Jahr 2020 |
| Windkraftanlagen Audorf                                                         | 2001                                                                                           | 1,2                   | 2      | Enercon E-40/6.44 (2×) | Audorf | SAW         | 52° 42′ 56″ N, 11° 6′ 42″ O                             |                                                                                 | |
| Windkraftanlagen Beuna                                                          | 2007                                                                                           | 2,8                   | 2      | Enercon E-48 (1×) Enercon E-70 (1×) | Beuna | SK          | 51° 19′ 23″ N, 11° 56′ 19″ O                            | Energiequelle                                                                   | Errichtet an der A 38 |
| Windkraftanlagen Brumby                                                         | 2001                                                                                           | 1,1                   | 2      | Euroturbine ET550/41 (2×) | Brumby | SLK         | 51° 53′ 6″ N, 11° 43′ 23″ O                             |                                                                                 | |
| Windkraftanlagen Ditfurt                                                        | 1998 2021                                                                                      | 1,0                   | 2      | Enercon E-40/5.40 (2×) | Ditfurt | HZ          | 51° 48′ 27″ N, 11° 13′ 4″ O                             |                                                                                 | Errichtet an der A 36 2021 abgebaut |
| Windkraftanlagen Emden                                                          | 2001                                                                                           | 1,2                   | 2      | NEG Micon NM 48/600 (2×) | Emden | BK          | 52° 13′ 28″ N, 11° 15′ 33″ O                            |                                                                                 | Eine Anlage 2022 havariert, jedoch mittlerweile wieder in Betrieb |
| Windkraftanlagen Farsleben                                                      | 2003                                                                                           | 4,0                   | 2      | Vestas V80-2.0MW (2×) | Wolmirstedt | BK          | 52° 16′ 14″ N, 11° 38′ 16″ O                            |                                                                                 | errichtet am Umspannwerk Wolmirstedt |
| Windkraftanlagen Förderstedt                                                    | 2005                                                                                           | 4,0                   | 2      | Vestas V80-2.0MW (2×) | Förderstedt | SLK         | 51° 53′ 33″ N, 11° 36′ 1″ O                             |                                                                                 | |
| Windkraftanlagen Haldensleben-Nord                                              | 2008                                                                                           | 4,0                   | 2      | Enercon E-70 (2×) | Haldensleben | BK          | 52° 17′ 35″ N, 11° 26′ 9″ O                             | Notus energy                                                                    | |
| Windkraftanlagen Henningen                                                      | 2003                                                                                           | 1,2                   | 2      | Enercon E-40/6.44 (2×) | Henningen | SAW         | 52° 50′ 2″ N, 10° 57′ 27″ O                             | Windstream                                                                      | |
| Windkraftanlagen Höhnstedt                                                      | 2000                                                                                           | 1,5                   | 2      | Wind World W5200/750 (2×) | Höhnstedt | SK          | 51° 30′ 23″ N, 11° 42′ 23″ O                            |                                                                                 | |
| Windkraftanlagen Hornburg                                                       | 1995                                                                                           | 0,45                  | 2      | Micon M700-225 (2×) | Hornburg | MSH         | 51° 27′ 18″ N, 11° 34′ 33″ O                            |                                                                                 | |
| Windkraftanlagen Jahrstedt                                                      | 2000                                                                                           | 2,6                   | 2      | AN Bonus 1300/62 (2×) | Jahrstedt | SAW         | 52° 34′ 21″ N, 10° 58′ 16″ O                            | WindStrom                                                                       | |
| Windkraftanlagen Kayna                                                          | 2003                                                                                           | 3,0                   | 2      | GE Wind Energy 1.5sl (2×) | Kayna | BLK         | 50° 58′ 35″ N, 12° 14′ 24″ O                            | FraWi Energieprojekt                                                            | |
| Windkraftanlagen Langeneichstädt-West                                           | 1992 2005                                                                                      | 4,0                   | 2      | Vestas V80-2.0MW (2×) | Langeneichstädt                                                                                                 | SK          | 51° 20′ 44″ N, 11° 43′ 10″ O                            | Global Wind Power                                                               | 2005 Repowering (2× Vestas V80-2.0MW statt 2× Ventis V20-100) Die Ventis Anlagen waren Zweiflügler |
| Windkraftanlagen Niederndodeleben                                               | 2002                                                                                           | 3,6                   | 2      | Enercon E-66/18.70 (2×) | Niederndodeleben                                                                                                | BK          | 52° 7′ 4″ N, 11° 32′ 1″ O                               |                                                                                 | errichtet an der A 14 Repowering geplant (3× Vestas V172-7.2MW statt 2× Enercon E-66/18.70) Erweiterung geplant (2× Vestas V150-6.0MW) |
| Windkraftanlagen Niederröblingen                                                | 1999                                                                                           | 2,0                   | 2      | Husumer Schiffswerft HSW 1000/57 (2×) | Niederröblingen                                                                                                 | MSH         | 51° 25′ 20″ N, 11° 22′ 8″ O                             | Gewi                                                                            | |
| Windkraftanlagen Poley                                                          | 2003                                                                                           | 3,6                   | 2      | Enercon E-66/18.70 (2×) | Poley | SLK         | 51° 46′ 31″ N, 11° 50′ 21″ O                            | Bürgerstrom                                                                     | |
| Windkraftanlagen Prettin-Nord                                                   | 1999                                                                                           | 1,0                   | 2      | Enercon E-40/5.40 (2×) | Prettin | WB          | 51° 42′ 37″ N, 12° 56′ 8″ O                             |                                                                                 | |
| Windkraftanlagen Prettin-West                                                   | 1996                                                                                           | 1,0                   | 2      | Enercon E-40/5.40 (2×) | Prettin | WB          | 51° 41′ 12″ N, 12° 54′ 1″ O                             |                                                                                 | |
| Windkraftanlagen Raßnitz                                                        | 2006                                                                                           | 4,0                   | 2      | Enercon E-70 (2×) | Raßnitz | SK          | 51° 24′ 27″ N, 12° 5′ 36″ O                             | Aquavent, Naturwerk Energien                                                    | |
| Windkraftanlagen Schnellroda                                                    | 1998 2009                                                                                      | 1,4                   | 2      | Enercon E-40/5.40 (1×) Enercon E-48 (1×) | Schnellroda | SK          | 51° 18′ 14″ N, 11° 42′ 21″ O                            |                                                                                 | Errichtet auf dem Gelände des Bernd Bollmanns Bauernhof |
| Windkraftanlagen Schwenda                                                       | 1996 1997 2020 2021                                                                            | 0,73                  | 2      | Enercon E-30/2.30 (1×) Enercon E-40/5.40 (1×) | Schwenda | MSH         | 51° 33′ 29″ N, 11° 2′ 26″ O                             |                                                                                 | eine Enercon E-30/2.30 brannte im Mai 2020 ab, diese wurde im Dezember 2020 abgebaut. Abbau der letzten beiden Anlagen im Juli 2021 |
| Windkraftanlagen Siestedt                                                       | 2002                                                                                           | 4,0                   | 2      | DeWind D8 80/2000 (2×) | Siestedt | BK          | 52° 18′ 31″ N, 11° 7′ 2″ O                              | WindStrom                                                                       | |
| Windkraftanlagen Staßfurt-Süd                                                   | 2000                                                                                           | 1,2                   | 2      | Enercon E-40/6.44 (2×) | Staßfurt | SLK         | 51° 49′ 41″ N, 11° 36′ 13″ O                            | Energiequelle                                                                   | |
| Windkraftanlagen Thalheim                                                       | 2003                                                                                           | 1,2                   | 2      | Enercon E-40/6.44 (2×) | Thalheim | ABI         | 51° 38′ 34″ N, 12° 12′ 23″ O                            |                                                                                 | |
| Windkraftanlagen Vahldorf                                                       | 2001 2002                                                                                      | 1,1                   | 2      | Tacke TW 600a (1×) Enercon E-40/5.40 (1×) | Niedere Börde                                                                                                   | BK          | 52° 14′ 57″ N, 11° 29′ 27″ O                            |                                                                                 | eine weitere Anlage wurde bereits abgebaut |
| Windkraftanlagen Wittenberg                                                     | 1999-2000                                                                                      | 2,6                   | 2      | AN Bonus 1300/62 (2×) | Euper | WB          | 51° 53′ 35″ N, 12° 41′ 17″ O                            |                                                                                 | |
| Windkraftanlagen Wohlsdorf                                                      | 2003                                                                                           | 3,6                   | 2      | Enercon E-66/18.70 (2×) | Wohlsdorf | SLK         | 51° 45′ 35″ N, 11° 51′ 3″ O                             | Energiequelle, Bürgerstrom                                                      | |
| Windkraftanlage Wolmirstedt                                                     | 1998 2006 2020                                                                                 | 2,0                   | 1      | Vestas V80-2.0MW (1×) | Wolmirstedt | BK          | 52° 15′ 35″ N, 11° 36′ 19″ O                            | MDP, Notus energy                                                               | Abbau von 2 Wind World W4200/600 im März 2020, die dritte wurde Ende 2020 abgebaut |
| Windkraftanlagen Zeitz                                                          | 2001                                                                                           | 3,0                   | 2      | Enron Wind 1.5sl (2×) | Barby | SLK         | 51° 58′ 18″ N, 11° 47′ 30″ O                            | Volkswind, wind7                                                                | |
| Windpark Alleringersleben-Eimersleben-Ostingersleben                            | 1997 1999 2002 2006 2008                                                                       | 36,9                  | 24     | Enercon E-40/6.44 E1 (4×) Enercon E-40/6.44 (4×) REpower MM82 (2×) Vestas V80-2.0MW (14×) | Alleringersleben Eimersleben Erxleben Ostingersleben                                                            | BK          | 52° 13′ 18″ N, 11° 9′ 35″ O                             | Prokon, Denker&Wulf                                                             | |
| Windpark Alsleben                                                               | 2005 2006 2007 2016                                                                            | 83,35                 | 47     | GE Wind Energy 1.5sl (36×) Nordex S77 (1×) Vestas V90-2.0MW (1×) GE Wind Energy 2.75-120 (3×) Enercon E-92 (1×) Enercon E-101 (5×) | Alsleben Plötzkau Schackstedt                                                                                   | SLK         | 51° 43′ 10″ N, 11° 38′ 23″ O                            | DEW21, heliotec, eab, Sabowind                                                  | |
| Windpark Amesdorf                                                               | 2002 2012                                                                                      | 12,5                  | 8      | GE Wind Energy 1.5sl (7×) Vestas V90-2.0MW (1×) | Amesdorf | SLK         | 51° 45′ 32″ N, 11° 36′ 2″ O                             | Energiequelle, Ökofair Energie, Windwärts                                       | |
| Windpark Arneburg                                                               | 2001 2016                                                                                      | 37,8                  | 24     | Enercon E-40/5.40 (1×) Enercon E-66/18.70 (1×) Enron Wind 1.5sl (20×) GE Wind Energy 2.75-120 (2×) | Arneburg Hassel Storkau                                                                                         | SDL         | 52° 38′ 33″ N, 11° 59′ 0″ O                             | Falck Renewables, FEFA Wind                                                     | Repowering geplant (9× Vestas V162-6.2MW statt 17× Enron Wind 1.5sl); weiteres Repowering geplant (1× Vestas V162-7.2MW statt 1× Enron Wind 1.5sl) |
| Windpark Arnstedt                                                               | 2001                                                                                           | 5,0                   | 5      | Fuhrländer FL 1000/54 (5×) | Arnstedt | MSH         | 51° 41′ 47″ N, 11° 30′ 14″ O                            |                                                                                 | |
| Windpark Ausleben-Badeleben-Wormsdorf (incl. Windpark Bullenberg)               | 1997 1999 2004 2007 2010 2013 2014 2017                                                        | 88,4                  | 61     | Nordtank NTK 600/43 (17×) NEG Micon NM 48/750 (1×) NEG Micon NM 60/1000 (3×) AN Bonus 1000/54 (11×) Nordex N60/1300 (1×) Enercon E-70 (3×) Enercon E-70 E4 (2×) Vestas V80-2.0MW (12×) Enercon E-82 E2 (8×) Enercon E-101 (3×) | Ausleben Völpke Wormsdorf                                                                                       | BK          | 52° 7′ 16″ N, 11° 9′ 21″ O                              | MDP, wind7, WindStrom, Trianel Erneuerbare Energien                             | Repowering 2013 (5× Enercon E-82 E2 und 2× Enercon E-101 statt 2× Nordex N60/1300 und 5× NEG Micon NM 60/1000); Repowering 2014–2017 (3× Enercon E-82 E2 und 1× Enercon E-101 statt 4× NEG Micon NM 60/1000); eine Nordtank NTK 600/43 wurde bereits abgebaut |
| Windpark Baalberge                                                              | 2001 2017 2025                                                                                 | 29,4                  | 11     | Südwind S70 (4×) Nordex N117/2400 (5×) Nordex N149/5700 (1×) Nordex N163/5700 (1×) | Baalberge | SLK         | 51° 45′ 30″ N, 11° 49′ 20″ O                            | ETL, Ostwind, Zopf                                                              | Repowering 2017 (3× Nordex N117/2400 statt 5× Vestas V52-850kW) Repowering im Gange (1× Nordex N149/5700 & 1× Nordex N163/5700 statt 4× Vestas V52-850kW) |
| Windpark Badel                                                                  | 2001 2002 2006 2009 2015 2016                                                                  | 26,8                  | 13     | AN Bonus 1300/62 (6×) Vestas V80-2.0MW (2×) Nordex N117/3000 (5×) | Badel Fleetmark                                                                                                 | SAW         | 52° 44′ 21″ N, 11° 21′ 10″ O                            | Bürgerstrom, WindStrom, Badel Windenergie                                       | Repowering 2016 (2× Nordex N117/3000 statt 2× AN Bonus 1300/62) |
| Windpark Badingen-Querstedt                                                     | 2002 2024                                                                                      | 23,7                  | 13     | Vestas V47-660kW (10×) Nordex N149/5700 (3×) | Badingen Querstedt                                                                                              | SDL         | 52° 35′ 25″ N, 11° 38′ 32″ O                            | CALLISTON, WP Badingen                                                          | 2024 Repowering (3× Nordex N149/5700 statt 11× Vestas V47-660kW) |
| Windpark Barnstädt-Steigra                                                      | 1992 1993 1996 2005                                                                            | 2,9                   | 5      | Enercon E-40/5.40 (4×) NEG Micon NM52/900 (1×) | Barnstädt Steigra                                                                                               | SK          | 51° 19′ 19″ N, 11° 37′ 16″ O                            | WSB                                                                             | eine Ventis 20-100 (Zweiflügler) wurde 2009 abgebaut. Abbau von 2 weiteren Ventis V20-100 im Jahr 2013. Erweiterung geplant (14× Nordex N163/7000) |
| Windpark Baumgarten                                                             | 1995                                                                                           | 0,75                  | 3      | Lagerwey LW 27/250 (3×) | Baumgarten | SDL         | 52° 40′ 15″ N, 11° 51′ 59″ O                            |                                                                                 | Zweiflügler, 2014 abgebaut |
| Windpark Beesenstedt-Rottelsdorf                                                | 1999 2000 2003 2004 2006 2007 2008 2012 2015 2017 2020                                         | 97,6                  | 48     | Tacke TW 1.5s (10×) Enron Wind 1.5s (8×) GE Wind Energy 1.5s (3×) Vestas V80-2.0MW (5×) Vestas V90-2.0MW (2×) Enercon E-82 (6×) Enercon E-82 E2 (6×) REpower 3.2M114 (3×) Senvion 3.2M122 (2×) Senvion 3.4M122 (1×) Vestas V126-3.45MW (2×) | Beesenstedt Rottelsdorf                                                                                         | SK MSH      | 51° 34′ 24″ N, 11° 42′ 0″ O                             | Ostwind, heliotec, Landgut Nuscheler, Sabowind, Greenwind                       | eine weitere Tacke TW 1.5s wurde 2025 abgebaut Erweiterung geplant (4× Vestas V162-6.2MW); Repowering geplant (1× Vestas V150-6.0MW und 1× Vestas V162-7.2MW statt 3× GE Wind Energy 1.5s und 3× Enron Wind 1.5s) weiteres Repowering geplant |
| Windpark Bellingen-Buchholz-Hüselitz-Lüderitz-Ost                               | 2015 2016 2023 2024                                                                            | 143,1                 | 39     | Vestas V112-3.0MW (10×) Vestas V112-3.3MW (23×) Vestas V162-6.2MW (6×) | Bellingen Buchholz Hüselitz Lüderitz                                                                            | SDL         | 52° 31′ 6″ N, 11° 47′ 15″ O                             | CPC Germania, ETE Windpark                                                      | Erweiterung 2023/2024 (6× Vestas V162-6.2MW) |
| Windpark Benndorf                                                               | 2001 2015                                                                                      | 8,0                   | 6      | NEG Micon NM 60/1000 (4×) Vestas V90-2.0MW (2×) | Benndorf | MSH         | 51° 34′ 54″ N, 11° 27′ 24″ O                            | MDP, WEMAG, EnBW                                                                | 2022 Rückbau einer NEG Micon NM 60/1000, Repowering geplant (3× Vestas V162-6.2MW statt 4× NEG Micon NM 60/1000) |
| Windpark Bertkow-Baben-Krusemark-Lindtorf                                       | 1998 2001 2004 2005 2007 2009 2014 2016 2021 2022 2023 2024                                    | 209,72                | 58     | Enercon E-66/18.70 (15×) Enercon E-70 (1×) Enercon E-70 E4 (1×) Enercon E-82 E2 (5×) Vestas V112-3.0MW (5×) Nordex N131/3300 (6×) Enercon E-138 EP3 E2 (7×) Vestas V150-6.0MW (6×) Enercon E-160 EP5 E3 (12×) | Baben Goldbeck Hohenberg-Krusemark Lindtorf                                                                     | SDL         | 52° 42′ 27″ N, 11° 53′ 23″ O                            | neue energien heeck, Grünwerke, RWE Innogy, FEFA Service GmbH, wpd              | Repowering 2021 (6× Nordex N131/3300 statt 6× Enercon E-66/18.70, 5× Enercon E-40/5.40 und 4× Enercon E-40/6.44) weiteres Repowering 2024 (6× Vestas V150-6.0MW statt 8× GE Wind Energy 1.5sl); weiteres Repowering 2024 (12× Enercon E-160 EP5 E3 statt 27× Enercon E-66/18.70, 4× Enercon E-70) |
| Windpark Beyersdorf                                                             | 1998 2001                                                                                      | 2,83                  | 4      | Vestas V47-660kW (3×) Vestas V52-850kW (1×) | Beyersdorf | ABI         | 51° 35′ 4″ N, 12° 11′ 5″ O                              | ContinoWind, Heiwista                                                           | |
| Windpark Biere-Borne                                                            | 1995 1999 2000 2001 2002 2005 2008 2009 2011-2012 2016 2022                                    | 131,2                 | 67     | Enercon E-40/5.40 (3×) Wind World W5200/750 (3×) NEG Micon NM 52/900 (3×) NEG Micon NM 60/1000 (3×) NEG Micon NM 72c/1500 (6×) NEG Micon NM 82/1500 (11×) Vestas V80-2.0MW (1×) Vestas V90-3.0MW (1×) Enercon E-82 E4 (9×) Enercon E-82 (15×) Enercon E-82 E2 (13×) Vestas V112-3.3MW (2×)                                                                                              | Bördeland Borne                                                                                                 | SLK         | 51° 57′ 26″ N, 11° 36′ 13″ O                            | MDP, wind7, wpd                                                                 | Repowering 2011–2012 (13× Enercon E-82 E2 statt 19× Wind World W5200/750), 3 weitere Anlagen wurden bereits abgebaut; 2022 Rückbau von 1× Wind World W5200/750 Erweiterung geplant (2× Vestas V162-6.0MW und 6× Vestas V162-6.2MW) Erweiterung geplant (3× Vestas V162-6.2MW) Erweiterung geplant (2× Vestas V162-6.2MW & 10× Vestas V172-7.2MW) Repowering geplant |
| Windpark Bismark-Garlipp                                                        | 1998 2001 2012 2014 2015 2017                                                                  | 43,32                 | 17     | Vestas V44-600kW (2×) Vestas V47-660kW (2×) Vestas V112-3.0MW (7×) Vestas V112-3.3MW (3×) Vestas V117-3.3MW (3×) | Bismark Garlipp Könnigde                                                                                        | SDL         | 52° 38′ 31″ N, 11° 35′ 18″ O                            | Projekt Firmengruppe                                                            | Repowering geplant (2× Vestas V150-6.0MW statt 1× Vestas V44-600kW und 1× Vestas V47-660kW) |
| Windpark Blankenheim                                                            | 1997                                                                                           | 1,8                   | 3      | Tacke TW 600e (3×) | Blankenheim | MSH         | 51° 30′ 35″ N, 11° 24′ 31″ O                            | heliotec, Germania Windpark                                                     | Havarie einer Anlage im Jahr 1999, und wieder aufgebaut |
| Windpark Blaue Warthe (Windpark Aschersleben-Strummendorf)                      | 1999 2002 2003 2004 2009 2012 2013 2014 2015 2016 2017                                         | 92,35                 | 55     | Wind World W5200/750 (16×) NEG Micon NM 52/900 (2×) NEG Micon NM 72c/1500 (5×) REpower MD77 (1×) Enercon E-70 (10×) Enercon E-70 E4 (17×) REpower 3.4M104 (1×) Enercon E-92 (3×) | Aschersleben Giersleben                                                                                         | SLK         | 51° 48′ 2″ N, 11° 29′ 29″ O                             | Energiequelle, MDP, wpd, SAB WindTeam, WP Blaue Warthe I–III                    | Repowering 2016 (1× Enercon E-92 statt 1× Wind World W5200/750) |
| Windpark Bornstedt-Holdenstedt-Osterhausen                                      | 2001 2004 2006 2007 2010 2011 2012                                                             | 45,5                  | 27     | GE Wind Energy 1.5sl (8×) Fuhrländer FL MD77 (9×) Vestas V90-2.0MW (10×) | Bornstedt Holdenstedt Osterhausen                                                                               | MSH         | 51° 27′ 18″ N, 11° 28′ 11″ O                            | heliotec, QUADA, Schöller Wind                                                  | Repowering geplant |
| Windpark Bornstedt-Rottmersleben                                                | 1997 2000 2002 2003 2006                                                                       | 88,6                  | 48     | Enercon E-40/6.44 E1 (6×) AN Bonus 2300/82 (16×) GE Wind Energy 1.5sl (7×) Vestas V80-2.0MW (19×) | Bornstedt Eichenbarleben Nordgermersleben Rottmersleben Schackensleben                                          | BK          | 52° 11′ 32″ N, 11° 22′ 11″ O                            | Germania Windpark, Prokon, WindStrom                                            | errichtet an der A 2 |
| Windpark Bröckau                                                                | 2012 2014                                                                                      | 10,4                  | 5      | REpower MM92 (4×) eno energy eno92-2.2MW (1×) | Bröckau | BLK         | 50° 57′ 19″ N, 12° 14′ 4″ O                             | e.n.o. energy, Schöller Wind                                                    | |
| Windpark Burgholzhausen-Herrengosserstedt                                       | 2021 2025                                                                                      | 19,2                  | 4      | Vestas V126-3.6MW (2×) Vestas V150-6.0MW (2×) | Burgholzhausen Herrengosserstedt                                                                                | BLK         | 51° 8′ 8″ N, 11° 29′ 28″ O                              | Meridian Energy                                                                 | Erweiterung im Bau (2× Vestas V150-6.0MW) |
| Windpark Büden-Woltersdorf (Windpark Spitzer Berg)                              | 2001 2005 2006 2007 2009 2012 2025                                                             | 63,6                  | 32     | Enercon E-40/6.44 (6×) Enercon E-70 (6×) Enercon E-66/20.70 (2×) Vestas V90-2.0MW (12×) Enercon E-82 (3×) Vestas V150-4.2MW (2×) Vestas V150-5.6MW (1×) | Möckern Woltersdorf                                                                                             | JL          | 52° 9′ 31″ N, 11° 48′ 3″ O                              | Enertrag, Boreas                                                                | Erweiterung in Bau |
| Windpark Chüden                                                                 | 1996 2002 2005 2016                                                                            | 19,85                 | 12     | Enercon E-40/5.40 (4×) Enron Wind 1.5s (2×) GE Wind Energy 1.5sl (3×) Vestas V117-3.45MW (3×) | Chüden Riebau Salzwedel                                                                                         | SAW         | 52° 50′ 9″ N, 11° 13′ 25″ O                             | Ventotec, UKA Group                                                             | eine weitere Enercon E-40/5.40 sowie eine Enercon E-48 wurden bereits abgebaut; Repowering geplant |
| Windpark Colno                                                                  | 1997 1999 2021                                                                                 | 3,5                   | 3      | Enercon E-40/5.40 (1×) Enercon E-66/15.66 (2×) | Zuchau | SLK         | 51° 52′ 10″ N, 11° 51′ 9″ O                             | Bürgerstrom                                                                     | eine weitere Enercon E-40/5.40 wurde 2021 abgebaut |
| Windpark Cösitz-Schortewitz-Weißandt-Gölzau                                     | 1996 1999 2003 2004 2005 2006 2008 2014 2016 2022                                              | 52,7                  | 27     | Nordex N60/1300 (2×) Vestas V52-850kW (6×) Nordex N80/2500 (6×) GE Wind Energy 1.5sl (6×) Enercon E-66/15.66 (1×) Enercon E-70 (1×) Vestas V80-2.0MW (1×) Vestas V126-3.3MW (3×) Vestas V150-5.6MW (1×) | Cösitz Schortewitz Weißandt-Gölzau                                                                              | ABI         | 51° 40′ 14″ N, 12° 2′ 25″ O 51° 39′ 20″ N, 12° 2′ 31″ O | Aufwind, e.disnatur, Energiequelle, Saxovent, Notus energy, VSB                 | incl. Einzelanlage auf Fabrikschornstein in Weißandt-Gölzau Erweiterung 2022 (1× Vestas V150-5.6MW) erste EnVentus Anlage mit 169 Meter Max Bögl Hybridturm in Sachsen-Anhalt |
| Windpark Dalena-Sieglitz                                                        | 2003 2012                                                                                      | 8,0                   | 4      | Vestas V80-2.0MW (2×) Vestas V90-2.0MW (2×) | Dalena Sieglitz                                                                                                 | SK SLK      | 51° 38′ 32″ N, 11° 51′ 16″ O                            | WP Dalena, Plambeck, PNE Wind                                                   | |
| Windpark Dobberkau                                                              | 2006 2007 2008 2015 2016                                                                       | 50,5                  | 23     | Vestas V90-2.0MW (14×) GE Wind Energy 2.5-120 (9×) | Bismark Büste Dobberkau                                                                                         | SDL         | 52° 41′ 22″ N, 11° 35′ 2″ O                             | wpd, DIF Renewable Energy                                                       | |
| Windpark Dorna-Kemberg-Schnellin                                                | 1992 1999 2000 2002 2003 2005 2012 2014 2015 2024 2025                                         | 81,9                  | 39     | Enercon E-66/15.66 (5×) Vestas V80-2.0MW (10×) Südwind S70 (10×) Vestas V90-2.0MW (5×) Nordex N117/2400 (4×) Vestas V112-3.0MW (1×) Enercon E-138 EP3 E2 (4×) | Dorna Kemberg Schnellin                                                                                         | WB          | 51° 46′ 19″ N, 12° 41′ 35″ O                            | EnBW, E.ON Climate & Renewables, WP Dorna, Plambeck                             | Rückbau einer Tacke TW 60 im Jahr 2013, Repowering im Gange (4× Enercon E-138 EP3 E2 statt 8× Enercon E-66/15.66) Erweiterung geplant (2× Siemens Gamesa SG 6.6-170) |
| Windpark Drebenstedt                                                            | 2016–2017                                                                                      | 14,4                  | 6      | Nordex N117/2400 (6×) | Bornsen | SAW         | 52° 42′ 34″ N, 10° 53′ 9″ O                             | wpd, WP Jübar-Drebenstedt                                                       | |
| Windpark Drohndorf                                                              | 1999 2000 2002 2003 2004 2017 2020                                                             | 90,55                 | 43     | Wind World W5200/750 (7×) DeWind D6 62/1000 (4×) Jacobs MD77 (3×) REpower MD77 (7×) REpower MM82 (6×) Vensys 120/3000 (4×) Vensys 136/3500 (12×) | Aschersleben | SLK         | 51° 43′ 7″ N, 11° 33′ 27″ O                             | MDP                                                                             | Größter Windpark mit Vensys-Anlagen in Deutschland, Repowering 2020 (12× Vensys 136/3500 statt 7× Wind World W5200/750 und 5× DeWind D6 62/1250) weiteres Repowering geplant |
| Windpark Drosa                                                                  | 2002 2005 2020 2021 2023 2024 2025                                                             | 111,8                 | 38     | GE Wind Energy 1.5s (27×) Vestas V150-5.6MW (2×) Nordex N163/5700 (1×) Nordex N163/6800 (8×) | Drosa Dornbock Kleinpaschleben                                                                                  | ABI         | 51° 49′ 13,2″ N, 11° 52′ 27,6″ O                        | EOS, MBBF                                                                       | Zweiter Windpark mit Anlagen der EnVentus-Plattform in Deutschland, Erweiterung 2023/2024 (2× Nordex N163/6800 & 1× Nordex N163/5700) 2024/2025 Repowering (5× Nordex N163/6800 statt 4× GE Wind Energy 1.5s) Erweiterung in Bau (1× Nordex N163/6800) Repowering geplant (10× Nordex N163/6800 statt 15× GE Wind Energy 1.5s) weiteres Repowering geplant |
| Windpark Druiberg                                                               | 1993 1995 2004 2005 2006 2009 2010 2014 2015 2016 2017 2022 2025 2026                          | 151,18                | 47     | Micon M 1500-600 (1×) Enercon E-66/20.70 (9×) Enercon E-70 (9×) Enercon E-70 E4 (2×) Enercon E-82 E2 (5×) Enercon E-92 (2×) Enercon E-101 (2×) Enercon E-112/60.114 (1×) Enercon E-53 (1×) Enercon E-115 (1×) Vestas V150-5.6MW (1×) Enercon E-160 EP5 E3 (13×) | Badersleben Dardesheim Rohrsheim Westerburg Aue-Fallstein Hessen Hessenbau                                      | HZ          | 51° 59′ 14″ N, 10° 50′ 0″ O                             | Energiepark Druiberg, SAB WindTeam                                              | Enercon E-112 zum Zeitpunkt der Inbetriebnahme leistungsstärkste Windkraftanlage der Welt, Repowering 2014 (2× Enercon E-82 E2 statt 2× Micon M 1500-600), bis 2013 noch 3× Lagerwey LW 30/250 (Zweiflügler) und bis 2014 1× Lagerwey LW 18/80 (Zweiflügler), Repowering 2016 (1× Enercon E-53 statt 1× Micon M 1500-600) Repowering im Gange (13× Enercon E-160 EP5 E3 statt 16× Enercon E-66/20.70, 4× Enercon E-70 und 1× Micon M 1500-600) |
| Windpark Düsedau-Erxleben (incl. Windpark Walsleben-Goldbeck)                   | 1999 2003 2013 2014 2015 2016 2017 2022 2023 2024 2025                                         | 82,03                 | 22     | Vestas V47-660kW (1×) Enercon E-92 (1×) Enercon E-101 (10×) Enercon E-115 (3×) Vestas V150-5.6MW (4×) Enercon E-160 EP5 E3 (2×) Enercon E-175 EP5 (1×) | Goldbeck Osterburg                                                                                              | SDL         | 52° 45′ 2″ N, 11° 48′ 36″ O                             | SoWiTec, wpd, WindStrom, Erxlebener Windenergie, EnBW Energie Baden-Württemberg | Repowering 2022 (4× Vestas V150-5.6MW statt 5× NEG Micon NM 72c/1500); weiteres Repowering im Gange (1× Enercon E-160 EP5 E3 und 1× Enercon E-175 EP5 statt 1× Enercon E-92 und 1× Enercon E-101) |
| Windpark Ebendorf                                                               | 2001 2002                                                                                      | 13,8                  | 8      | Enercon E-66/18.70 (6×) GE Wind Energy 1.5sl (2×) | Barleben Niederndodeleben                                                                                       | BK          | 52° 10′ 20″ N, 11° 33′ 5″ O                             | MBBF                                                                            | errichtet am Autobahnkreuz Magdeburg Erweiterung geplant |
| Windpark Edersleben-Riethnordhausen                                             | 1997 2002 2007 2008                                                                            | 22                    | 17     | NEG Micon NM 60/1000 (12×) Vestas V90-2.0MW (5×) | Edersleben Riethnordhausen                                                                                      | MSH         | 51° 24′ 18″ N, 11° 15′ 12″ O                            | MDP, E.ON Climate & Renewables, SoWiTec                                         | 2024 Rückbau von 3× Nordtank NTK 600/43 |
| Windpark Egeln-Nord                                                             | 1997 1999 2000 2001 2002 2003 2005 2009 2010 2019 2020                                         | 81,6                  | 40     | Enercon E-66/18.70 (9×) Enercon E-112/45.112 (1×) GE Wind Energy 1.5s (3×) Vestas V80-2.0MW (13×) Vestas V90-2.0MW (5×) Vestas V90-3.0MW (1×) Fuhrländer FL MD77 (2×) Südwind S77 (3×) Vestas V117-3.3MW (3×) | Egeln Etgersleben                                                                                               | SLK         | 51° 58′ 26″ N, 11° 27′ 1″ O                             | Volkswind, Prokon                                                               | Enercon E-112 zum Zeitpunkt der Inbetriebnahme im Jahr 2002 größte Windkraftanlage der Welt, Prototyp der Enercon E-112 mit 4,5 MW Nennleistung Repowering 2019–2020 (3× Vestas V117-3.3MW statt 2× Enercon E-40/5.40); weiteres Repowering geplant |
| Windpark Eilsleben-Ovelgünne                                                    | 1999 2006                                                                                      | 36,9                  | 23     | Nordex N60/1300 (13×) Vestas V80-2.0MW (10×) | Eilsleben Ovelgünne                                                                                             | BK          | 52° 9′ 11″ N, 11° 14′ 34″ O                             | Prokon                                                                          | Erweiterung geplant (3× Nordex N149/5700) |
| Windpark Elbe-Parey                                                             | 2005 2016                                                                                      | 26,8                  | 12     | Vestas V80-2.0MW (4×) Enercon E-92 (8×) | Elbe-Parey | JL          | 52° 22′ 15″ N, 12° 0′ 16″ O                             | wind7                                                                           | |
| Windpark Elster                                                                 | 2000–2002 2007 2012 2023 2024 2025                                                             | 119,6                 | 23     | Enercon E-70 (4×) Enercon E-82 (3×) Siemens Gamesa SG 6.6-155 (16×) | Elster Gentha Listerfehrda Meltendorf Ruhlsdorf                                                                 | WB          | 51° 50′ 11″ N, 12° 52′ 19″ O                            | wpd, VSB Energy, Windpunx Economics GmbH, WINDPOOL                              | Repowering 2024/2025 (16× Siemens Gamesa SG 6.6-155 statt 50× Enercon E-40/6.44), 7× Enercon E-40/6.44 wurden bereits stillgelegt und werden im Zuge des Repowerings abgebaut 2022 Abbau weiterer 43 Enercon E-40/6.44 Erweiterung geplant (2× Nordex N163/6800) |
| Windpark Windpark Esperstedt-Obhausen-Stedten (incl. Windpark Asendorfer Kippe) | 2000 2001 2005 2007 2009 2010 2011 2012 2013                                                   | 151,1                 | 72     | Enercon E-66/18.70 (30×) Enercon E-70 (5×) Fuhrländer FL 2500/100 (16×) Vestas V90-2.0MW (13×) Enercon E-53 (1×) Enercon E-82 (1×) Enercon E-101 (6×) | Esperstedt Obhausen Mücheln Nemsdorf-Göhrendorf Stedten Teutschenthal Langeneichstädt Seegebiet Mansfelder Land | MSH SK      | 51° 23′ 26″ N, 11° 42′ 20″ O                            | HSE, MBBF, Global Wind Power, N-ERGIE, ABO Wind, EnBW                           | errichtet beiderseits der A 38, zum Teil errichtet auf rekultivierter Abraumhalde im Tagebau Amsdorf Repowering geplant (1× Enercon E-138 EP3 E2 statt 1× Enercon E-53) weiteres Repowering geplant (9× Enercon E-160 EP5 E3 R1 statt 20× Enercon E-66/18.70) Erweiterung geplant |
| Windpark Farnstädt                                                              | 2004 2007                                                                                      | 41,0                  | 22     | NEG Micon NM 82/1500 (6×) Vestas V90-2.0MW (16×) | Farnstädt Gatterstädt                                                                                           | SK          | 51° 24′ 28″ N, 11° 35′ 8″ O                             | e3 GmbH, wpd, Eisenschmidt                                                      | Erweiterung geplant (2× Nordex N175/6800) weitere Erweiterung geplant (1× Vestas V162-6.0MW) Repowering geplant |
| Windpark Ferchland-Nielebock                                                    | 2001 2002 2003 2014                                                                            | 29,7                  | 20     | Nordex N60/1300 (4×) AN Bonus 1300/62 (5×) GE Wind Energy 1.5sl (8×) Vestas V90-2.0MW (3×) | Ferchland Nielebock                                                                                             | JL          | 52° 25′ 32″ N, 12° 2′ 12″ O                             | Prokon, BVT                                                                     | |
| Windpark Fischbeck-Mangelsdorf                                                  | 2001 2002 2003 2013 2014 2015                                                                  | 65,5                  | 34     | GE Wind Energy 1.5sl (10×) Nordex N62/1300 (10×) Vestas V90-2.0MW (1×) Vestas V112-3.3MW (8×) Siemens SWT-2.3-113 (5×) | Fischbeck Jerichow                                                                                              | JL SDL      | 52° 31′ 31″ N, 12° 2′ 32″ O                             | Enercity, PNE Wind, EECH                                                        | Erweiterung geplant (2× Vestas V150-4.2MW) weitere Erweiterung geplant (3× Vestas V162-5.6MW) |
| Windpark Fleetmark                                                              | 2002 2017                                                                                      | 37,5                  | 19     | Enercon E-40/6.44 (2×) REpower MD77 (11×) Vestas V117-3.3MW (6×) | Fleetmark Kerkau                                                                                                | SAW         | 52° 48′ 5″ N, 11° 24′ 9″ O                              | Prokon                                                                          | Repowering geplant (8× GE Wind Energy 6.0-164 statt 8× REpower MD77 und 2× Enercon E-40/6.44) |
| Windpark Flessau-Storbeck (Windpark Osterburg)                                  | 2014 2019                                                                                      | 36,0                  | 12     | Enercon E-82 E2 (6×) Enercon E-101 (3×) Vestas V136-3.6MW (3×) | Osterburg | SDL         | 52° 45′ 20″ N, 11° 42′ 22″ O                            | Naturwind, FEFA, wpd                                                            | |
| Windpark Freckleben                                                             | 1999 2002                                                                                      | 6,0                   | 5      | DeWind D6 62/1000 (4×) DeWind D8 80/2000 (1×) | Freckleben | SLK         | 51° 41′ 34″ N, 11° 34′ 18″ O                            | WP Freckleben                                                                   | |
| Windpark Gadegast                                                               | 2016                                                                                           | 22,0                  | 8      | GE Wind Energy 2.75-120 (8×) | Gadegast | WB          | 51° 54′ 31″ N, 12° 51′ 31″ O                            | Vortex Energy                                                                   | |
| Windpark Gagel-Dewitz-Höwisch                                                   | 2017                                                                                           | 48,0                  | 16     | Enercon E-115 (16×) | Bretsch Gagel Höwisch                                                                                           | SAW SDL     | 52° 50′ 16″ N, 11° 35′ 30″ O                            | Prokon                                                                          | |
| Windpark Galgenberg                                                             | 1996                                                                                           | 3,0                   | 5      | Nordtank NTK 600/43 (1×) GET Danwin 600/41 (4×) | Nienstedt Allstedt                                                                                              | MSH         | 51° 26′ 28″ N, 11° 22′ 42″ O                            | MDP, Raffeisen Emsland Süd                                                      | errichtet auf dem Galgenberg und an der A 38, 1999 Havarie einer GET Danwin 600/41, diese wurde im Jahr 2000 wieder aufgebaut. Repowering 2020-2021 (4× Enercon E-138 EP3 E2 im Windpark Nienstedt-Sotterhausen statt 4× GET Danwin 600/41 und 1× Nordtank NTK 600/43) |
| Windpark Gardelegen                                                             | 2000 2001 2019                                                                                 | 17,4                  | 11     | DeWind D6 62/1000 (9×) Enercon E-141 EP4 (2×) | Gardelegen | SAW         | 52° 32′ 32″ N, 11° 25′ 4″ O                             | Ökofair Energie                                                                 | Erweiterung geplant (1× eno energy eno160-6.0MW) Repowering geplant (4× Vestas V162-6.0MW statt 6× DeWind D6 62/1000) |
| Windpark Genthin                                                                | 2011                                                                                           | 6,0                   | 3      | Enercon E-82 (3×) | Genthin | JL          | 52° 26′ 0″ N, 12° 9′ 11″ O                              | WP Genthin                                                                      | |
| Windpark Gerbstedt-Ihlewitz                                                     | 1999 2000 2001 2002 2003 2008 2009 2021                                                        | 68,7                  | 40     | Nordex N60/1300 (19×) Nordex N62/1300 (3×) AN Bonus 1300/62 (1×) GE Wind Energy 1.5sl (4×) Vestas V90-2.0MW (2×) Enercon E-53 (3×) Vestas V126-3.3MW (8×) | Gerbstedt Ihlewitz Zabenstedt                                                                                   | MSH         | 51° 38′ 25″ N, 11° 39′ 23″ O                            | e.n.o. energy, Ostwind, SeeBA, wpd                                              | Repowering 2021 (8× Vestas V126-3.3MW statt 9× Enron Wind 1.5s); Repowering geplant (3× eno energy eno160-6.0MW & 7× Nordex N163/6800 statt 19× Nordex N60/1300, 3× Nordex N62/1300 und 1× AN Bonus 1300/62) weiteres Repowering geplant (2× eno energy eno126-4.8MW statt 2× GE Wind Energy 1.5sl) weitere Erweiterung geplant (1× Vestas V162-7.2MW und 5× eno energy eno160-6.0MW) |
| Windpark Gleina                                                                 | 1992                                                                                           | 0,3                   | 3      | Ventis V20-100 (3×) | Gleina | BLK         | 51° 14′ 55″ N, 11° 43′ 30″ O                            |                                                                                 | Zweiflügler, alle drei Anlagen mittlerweile abgebaut |
| Windpark Gommern-Nedlitz                                                        | 1998 2008 2010                                                                                 | 27,0                  | 15     | Enercon E-40/5.40 (2×) Vestas V90-2.0MW (11×) Enercon E-82 (2×) | Gommern | JL          | 52° 7′ 4″ N, 11° 51′ 15″ O                              | Boreas                                                                          | |
| Windpark Grabow-Reesen                                                          | 2012                                                                                           | 18,4                  | 8      | Enercon E-82 E2 (8×) | Grabow Reesen                                                                                                   | JL          | 52° 16′ 20″ N, 11° 57′ 19″ O                            | WP Grabow-Reesen                                                                | |
| Windpark Grana                                                                  | 2001                                                                                           | 1,8                   | 3      | Enercon E-40/6.44 (3×) | Grana | BLK         | 51° 2′ 35″ N, 12° 5′ 23″ O                              | PNE Wind, Pommer & Schwarz                                                      | |
| Windpark Groß Santersleben-Nord-Niedere Börde                                   | 1998 2002 2003 2006                                                                            | 28,8                  | 18     | Tacke TW 600e (4×) Enercon E-66/18.70 (3×) GE Wind Energy 1.5sl (2×) Vestas V80-2.0MW (6×) Enercon E-70 (3×) | Groß Santersleben Hermsdorf Niedere Börde                                                                       | BK          | 52° 12′ 18″ N, 11° 28′ 3″ O                             | Germania Windpark, WP Hermsdorf, Vensol, Notus energy                           | |
| Windpark Groß Santersleben-Süd                                                  | 1998 2000 2003 2013 2017                                                                       | 20,3                  | 11     | Tacke TW 600 (1×) GE Wind Energy 1.5sl (6×) GE Wind Energy 2.5xl (3×) GE Wind Energy 3.2-130 (1×) | Groß Santersleben Irxleben                                                                                      | BK          | 52° 10′ 17″ N, 11° 27′ 20″ O                            | Germania Windpark, Stadtwerke Rheine                                            | errichtet an der A 2 Repowering 2017 (1× GE Wind Energy 3.2-130 statt 2× Tacke TW 1.5s) |
| Windpark Großkorbetha                                                           | 1994 2005 2016 2017                                                                            | 7,5                   | 7      | Enercon E-40/5.40 (3×) Enercon E-40/6.44 (1×) Enercon E-58 (1×) Enercon E-82 E2 (2×) | Großkorbetha Wengelsdorf                                                                                        | BLK         | 51° 16′ 9″ N, 12° 0′ 11″ O                              | Aquavent, envia_M Gruppe                                                        | Repowering 2016/2017 (2× Enercon E-82 E2 statt 1× Enercon E-40/5.40), eine Enercon E-40/5.40 ist seit 2019 außer Betrieb. |
| Windpark Hakenstedt                                                             | 2001 2003 2006 2007 2011                                                                       | 64,1                  | 34     | Nordex N62/1300 (6×) Vestas V80-2.0MW (27×) Enercon E-82 E2 (1×) | Hakenstedt | BK          | 52° 10′ 11″ N, 11° 17′ 20″ O                            | Prokon, WindStrom                                                               | Repowering geplant (1× Vestas V172-7.2MW statt 1× Vestas V80-2.0MW) |
| Windpark Haldensleben-Süd                                                       | 2000 2006                                                                                      | 5,8                   | 3      | Vestas V80-2.0MW (2×) Enercon E-66/18.70 (1×) | Wedringen | BK          | 52° 14′ 27″ N, 11° 28′ 6″ O                             | Notus energy                                                                    | |
| Windpark Helbra                                                                 | 2000                                                                                           | 3,9                   | 4      | NEG Micon NM 52/900 (1×) NEG Micon NM 60/1000 (3×) | Helbra | MSH         | 51° 33′ 18″ N, 11° 30′ 24″ O                            | MDP                                                                             | |
| Windpark Hillersleben                                                           | 1999                                                                                           | 1,8                   | 3      | Tacke TW 600a (3×) | Hillersleben | BK          | 52° 17′ 23″ N, 11° 28′ 7″ O                             | Energiequelle                                                                   | |
| Windpark Hindenburg                                                             | 2000                                                                                           | 5,1                   | 6      | Frisia F56/850 (6×) | Hindenburg | SDL         | 52° 44′ 17″ N, 11° 54′ 36″ O                            | wpd                                                                             | |
| Windpark Hohe Wuhne (Windpark Förderstedt-Hohenerxleben)                        | 2000 2008 2009 2011 2024 2025                                                                  | 73,35                 | 27     | Nordex N60/1300 (5×) REpower MM92 (7×) Enercon E-82 (5×) Nordex N90/2500 (5×) Vestas V162-6.0MW (5×) | Staßfurt | SLK         | 51° 52′ 22″ N, 11° 39′ 16″ O                            | Prokon, Windwärts Energie GmbH, Juwi, Lorica                                    | Erweiterung 2025 (5× Vestas V162-6.0MW) Erweiterung geplant (2× Enercon E-160 EP5 E3 R1) |
| Windpark Hohenberg-Krusemark                                                    | 1997                                                                                           | 1,8                   | 3      | Tacke TW 600 (3×) | Hohenberg-Krusemark                                                                                             | SDL         | 52° 44′ 8″ N, 11° 58′ 13″ O                             | Germania Windpark                                                               | |
| Windpark Hohenmölsen                                                            | 2014 2016                                                                                      | 26,4                  | 12     | eno energy eno92-2.2MW (12×) | Hohenmölsen | BLK         | 51° 9′ 2″ N, 12° 3′ 26″ O                               | e.n.o. energy, Boreas                                                           | |
| Windpark Hübitz                                                                 | 1997                                                                                           | 2,4                   | 4      | Vestas V44-600kW (4×) | Hübitz | MSH         | 51° 35′ 8″ N, 11° 33′ 2″ O                              | Ostwind                                                                         | |
| Windpark Immekath                                                               | 2001 2002                                                                                      | 2,4                   | 4      | Enercon E-40/6.44 (4×) | Immekath | SAW         | 52° 36′ 50″ N, 11° 4′ 20″ O                             |                                                                                 | |
| Windpark Jeetze-Kahrstedt                                                       | 2002 2006 2012 2013 2020                                                                       | 75,5                  | 30     | Enercon E-70 (16×) Enercon E-82 E2 (3×) Vestas V112-3.0MW (5×) Vestas V136-3.6MW (6×) | Brunau Jeetze Kahrstedt Vienau                                                                                  | SAW         | 52° 43′ 29″ N, 11° 26′ 24″ O                            | wpd, Ventotec                                                                   | Repowering 2020 (6× Vestas V136-3.6MW statt 4× Enercon E-40/6.44) |
| Windpark Jeggeleben-Liesten                                                     | 2002 2004 2014 2015 2016                                                                       | 46,3                  | 25     | Vestas V82-1.5MW (18×) Vestas V112-3.3MW (3×) Enercon E-92 (4×) | Jeggeleben Liesten                                                                                              | SAW         | 52° 46′ 13″ N, 11° 17′ 28″ O                            | deag, MDP, Windstrom                                                            | Repowering geplant (4× Vestas V150-6.0MW statt 6× Vestas V82-1.5MW) |
| Windpark Kassieck-Lindstedt                                                     | 2011 2012 2015                                                                                 | 52,9                  | 23     | Enercon E-82 E2 (23×) | Kassieck Lindstedt                                                                                              | SAW         | 52° 34′ 24″ N, 11° 30′ 25″ O                            | WindStrom                                                                       | |
| Windpark Klein Schwechten                                                       | 2001                                                                                           | 1,98                  | 3      | Vestas V47-660kW (3×) | Klein Schwechten                                                                                                | SDL         |                                                         |                                                                                 | 2022 abgebaut |
| Windpark Klitsche                                                               | 2015                                                                                           | 9,0                   | 3      | Vestas V112-3.0MW (3×) | Klitsche | JL          | 52° 29′ 41″ N, 12° 13′ 26″ O                            |                                                                                 | |
| Windpark Könnern                                                                | 2003 2008                                                                                      | 33,6                  | 17     | AN Bonus 1300/62 (5×) AN Bonus 2300/82 (10×) REpower MM82 (2×) | Könnern | SLK         | 51° 41′ 4″ N, 11° 48′ 2″ O                              | Prokon                                                                          | errichtet an der A 14 Repowering geplant (7× Vestas V172-7.2MW statt 5× AN Bonus 1300/62 und 10× AN Bonus 2300/82) |
| Windpark Krevese-Rossau                                                         | 1997 2001 2002 2003 2013 2014 2017 2022                                                        | 82,0                  | 28     | Enercon E-66/18.70 (1×) Vestas V80-2.0MW (7×) Vestas V112-3.0MW (11×) Vestas V126-3.45MW (8×) Vestas V150-5.6MW (1×) | Osterburg Stapel                                                                                                | SDL         | 52° 49′ 2″ N, 11° 40′ 2″ O                              | Germania Windpark, Global Wind Power, Wenger-Rosenau, Notus energy              | Repowering 2017 (8× Vestas V126-3.45MW statt 7× Vestas V80-2.0MW und 2× Tacke TW 600), Repowering 2022 (1× Vestas V150-5.6MW statt 1× Vestas V80-2.0MW) |
| Windpark Langendorf-Ost                                                         | 2001 2024 2025                                                                                 | 38,5                  | 10     | Enron Wind 1.5sl (5×) Vestas V162-6.2MW (5×) | Elsteraue | BLK         | 51° 5′ 41″ N, 12° 16′ 15″ O                             | WP Langendorf, AEZ Dienstleistungs-GmbH, 3U ENERGY                              | Repowering im Gange (5× Vestas V162-6.2MW statt 7× Enron Wind 1.5sl) |
| Windpark Langendorf-West (Windpark Traupitz)                                    | 2001                                                                                           | 4,5                   | 3      | Enron Wind 1.5sl (3×) | Elsteraue | BLK         | 51° 5′ 41″ N, 12° 14′ 27″ O                             |                                                                                 | errichtet auf rekultivierter Abraumhalde im Tagebau Profen |
| Windpark Langeneichstädt-Süd                                                    | 1997 2002                                                                                      | 2,2                   | 4      | Enercon E-40/5.40 (2×) Enercon E-40/6.44 (2×) | Langeneichstädt                                                                                                 | SK          | 51° 20′ 2″ N, 11° 44′ 25″ O                             | WP Langeneichstädt                                                              | |
| Windpark Langenweddingen                                                        | 2002 2004                                                                                      | 8,4                   | 6      | Enercon E-40/6.44 (2×) Enercon E-66/18.70 (4×) | Langenweddingen                                                                                                 | BK          | 52° 3′ 0″ N, 11° 30′ 1″ O                               |                                                                                 | |
| Windpark Bad Lauchstädt-Holleben (incl. Windpark Große Schanze)                 | 2004 2012 2023 2024                                                                            | 117,1                 | 46     | GE Wind Energy 1.5sl (17×) Vestas V90-2.0MW (21×) Vestas V162-6.2MW (8×) | Bad Lauchstädt Teutschenthal Holleben Delitz am Berge                                                           | SK          | 51° 25′ 13″ N, 11° 50′ 2″ O                             | Saxovent-Notus energy, Terrawatt Planungsgesellschaft, heliotec, Aventron       | errichtet beiderseits der A 143 und errichtet an der A 38; Erweiterung 2023/2024 (8× Vestas V162-6.2MW) Repowering geplant (9× Vestas V172-7.2MW statt 17× GE Wind Energy 1.5sl) Erweiterung geplant (1× Vestas V172-7.2MW & 4× Enercon E-160 EP5 E3 R1) |
| Windpark Libbesdorf-Quellendorf-Mosigkau                                        | 2004 2005 2006 2007 2022-2023                                                                  | 64,0                  | 25     | Enercon E-66/18.70 (4×) Enercon E-70 E4 (18×) Vestas V136-4.2MW (1×) Vestas V150-5.6MW (2×) | Libbesdorf Quellendorf Mosigkau                                                                                 | ABI         | 51° 46′ 34″ N, 12° 7′ 26″ O                             | VSB, e3 planet, wpd                                                             | Repowering geplant (8× Vestas V172-7.2MW statt 18× Enercon E-70 E4) |
| Windpark Linda                                                                  | 2019                                                                                           | 18,0                  | 5      | GE Wind Energy 3.6-137 (5×) | Jessen | WB          | 51° 51′ 45″ N, 13° 7′ 27″ O                             |                                                                                 | |
| Windpark Löberitz                                                               | 2003                                                                                           | 4,25                  | 5      | Vestas V52-850kW (5×) | Löberitz | ABI         | 51° 39′ 33″ N, 12° 11′ 16″ O                            | wpd, VSB Energy                                                                 | Repowering geplant (3× Vestas V172-7.2MW statt 5× Vestas V52-850kW) |
| Windpark Löberitz-Großzöberitz-Zörbig                                           | 1998 2001 2002 2003                                                                            | 40,5                  | 27     | Vestas V52-850kW (8×) Enercon E-66/15.66 (5×) Enercon E-66/18.70 (9×) Vestas V80-2.0MW (3×) Vestas V90-2.0MW (2×) | Großzöberitz Löberitz Zörbig                                                                                    | ABI         | 51° 38′ 14″ N, 12° 10′ 6″ O                             | Contino Wind, wpd                                                               | Repowering geplant, eine weitere Vestas V52-850kW wurde bereits abgebaut |
| Windpark Lockstedt                                                              | 2008                                                                                           | 18,0                  | 9      | Enercon E-70 (9×) | Lockstedt | BK          | 52° 23′ 19″ N, 11° 5′ 22″ O                             | Naturwind                                                                       | |
| Windpark Löderburg                                                              | 1998 2009                                                                                      | 5,0                   | 4      | Enercon E-40/5.40 (2×) Enercon E-70 (2×) | Staßfurt | SLK         | 51° 53′ 34″ N, 11° 32′ 56″ O                            | Energiequelle, greenwind                                                        | |
| Windpark Luko                                                                   | 2017                                                                                           | 30,0                  | 12     | GE Wind Energy 2.5-120 (12×) | Luko | WB          | 51° 56′ 6″ N, 12° 20′ 6″ O                              | VSB Group, Sabowind                                                             | |
| Windpark Lust-Unseburg                                                          | 2006 2009                                                                                      | 6,3                   | 3      | Vestas V80-2.0MW (2×) Enercon E-70 E4 (1×) | Staßfurt Unseburg                                                                                               | SLK         | 51° 54′ 35″ N, 11° 32′ 19″ O                            |                                                                                 | |
| Windpark Lützen                                                                 | 2017 2020 2021 2022                                                                            | 21,7                  | 5      | Vestas V126-3.3MW (1×) Vestas V136-3.6MW (2×) Vestas V150-5.6MW (2×) | Lützen | BLK         | 51° 14′ 8″ N, 12° 8′ 30″ O                              | Windpark Lützen GmbH & Co. KG, envia_M Gruppe, Aquavent                         | errichtet an der A 38; Erweiterung 2021 (1× Vestas V150-5.6MW); Erweiterung 2022 (1× Vestas V150-5.6MW) Erweiterung geplant (3× Enercon E-138 EP3 E3) |
| Windpark Magdeburg-Rothensee                                                    | 2001 2005 2006 2010                                                                            | 15,1                  | 5      | Enercon E-66/18.70 (2×) Enercon E-70 (1×) Enercon E-82 (1×) Enercon E-126 EP8 7.58 (1×) | Rothensee | MD          | 52° 11′ 35″ N, 11° 40′ 20″ O                            | Alterric, Städtische Werke Magdeburg                                            | errichtet neben dem Enercon-Werk und auf der Steinkopfinsel, zweiter Prototyp der Enercon E-82 und erster Prototyp der verbesserten Enercon E-126 EP8 7.58 mit 7,6 MW Nennleistung |
| Windpark Mahlwinkel                                                             | 2008 2015                                                                                      | 78,0                  | 36     | Enercon E-82 (16×) Enercon E-82 E2 (20×) | Mahlwinkel | BK          | 52° 24′ 1″ N, 11° 49′ 5″ O                              | Ventotec                                                                        | errichtet auf ehem. Militärgelände |
| Windpark Markröhlitz-Pettstädt                                                  | 1996 1998                                                                                      | 2,5                   | 5      | Enercon E-40/5.40 (5×) | Goseck | BLK         | 51° 13′ 22″ N, 11° 51′ 13″ O                            |                                                                                 | eine weitere Enercon E-40/5.40 wurde 2023 abgebaut, Repowering geplant |
| Windpark Meineweh-Droyßig-Kretzschau                                            | 1997 2002 2004 2005 2007 2008 2024 2025                                                        | 27,4                  | 13     | NEG Micon NM 60/1000 (3×) NEG Micon NM 72c/1500 (2×) REpower MM92 (2×) Vestas V90-2.0MW (2×) Enercon E-53 (1×) Enercon E-138 EP3 E2 (3×) | Droyßig Kretzschau Meineweh                                                                                     | BLK         | 51° 3′ 33″ N, 11° 59′ 9″ O 51° 3′ 5″ N, 12° 0′ 3″ O     | wpd, SoWiTec, ATM                                                               | Repowering 2024/2025 (3× Enercon E-138 EP3 E2 statt 4× NEG Micon NM 72c/1500 und 1× NEG Micon NM 60/1000) Abbau von 1× Micon M 1800-600 Erweiterung geplant (1× Enercon E-138 EP3 E3) |
| Windpark Meitzendorf                                                            | 2004 2025                                                                                      | 9,8                   | 4      | Enercon E-58 (3×) Nordex N163/6800 (1×) | Barleben | BK          | 52° 13′ 10″ N, 11° 33′ 1″ O                             | Alterric, UKA-Gruppe                                                            | Erweiterung 2025 (1× Nordex N163/6800) |
| Windpark Merbitz-Domnitz-Neutz                                                  | 1999 2009 2012 2016                                                                            | 64,9                  | 31     | Enercon E-66/15.66 (4×) Enercon E-70 E4 (3×) Enercon E-82 (4×) Enercon E-82 E2 (2×) eno energy eno82-2.0MW (6×) Enercon E-92 (1×) Enercon E-101 (1×) eno energy eno92-2.2MW (10×) | Wettin-Löbejün                                                                                                  | SK          | 51° 37′ 3″ N, 11° 51′ 1″ O                              | WP Merbitz, e.n.o. energy, Energieallianz Bayern                                | errichtet an der A 14; 2 weitere Anlagen wurden 2016 abgebaut |
| Windpark Molau-Leislau                                                          | 2002 2009 2010 2011 2012 2014 2015 2016                                                        | 71,6                  | 37     | Vestas V66-1.65MW (16×) Enercon E-82 (13×) Enercon E-82 E2 (5×) Enercon E-92 (2×) Vestas V112-3.0MW (1×) | Leislau Meyhen Molauer Land Prießnitz                                                                           | BLK         | 51° 4′ 13″ N, 11° 47′ 13″ O                             | Ostwind, MDP, GGEW                                                              | Repowering geplant (10× Vestas V172-7.2MW & 1× Vestas V162-6.2MW statt 16× Vestas V66-1.65MW und 2× Enercon E-82) |
| Windpark Mücheln-Oechlitz                                                       | 2003 2011                                                                                      | 8,7                   | 6      | Nordex N43/600 (3×) Enercon E-82 E2 (3×) | Mücheln | SK          | 51° 18′ 25″ N, 11° 44′ 8″ O                             | EFI Wind                                                                        | |
| Windpark Mühlanger                                                              | 2007 2008                                                                                      | 14,0                  | 7      | Enercon E-70 (7×) | Mühlanger Wittenberg Zörnigall                                                                                  | WB          | 51° 52′ 2″ N, 12° 43′ 33″ O                             | WSB                                                                             | |
| Windpark Neuendorf-Kakerbeck                                                    | 2000 2001                                                                                      | 22,95                 | 27     | Frisia F56/850 (27×) | Neuendorf Kakerbeck                                                                                             | SAW         | 52° 40′ 1″ N, 11° 14′ 22″ O                             | NEVAG                                                                           | Größter Windpark mit Frisia-Anlagen; Repowering geplant (12× Enercon E-160 EP5 E3 R1 statt 17× Frisia F56/850) |
| Windpark Neuferchau-Kusey                                                       | 2001 2014                                                                                      | 44,6                  | 20     | NEG Micon NM 60/1000 (8×) Enercon E-101 (12×) | Neuferchau Kusey                                                                                                | SAW         | 52° 35′ 4″ N, 11° 3′ 18″ O                              | MDP, wind7, Energiequelle                                                       | Repowering geplant |
| Windpark Niemberg-Eismannsdorf                                                  | 2011 2014 2016 2017 2018                                                                       | 14,85                 | 7      | Enercon E-82 E2 (1×) Enercon E-82 E4 (2×) Enercon E-53 (1×) Enercon E-92 (3×) | Niemberg | SK          | 51° 34′ 7″ N, 12° 6′ 20″ O                              | Energiepark Niemberg                                                            | |
| Windpark Nienstedt-Sotterhausen                                                 | 2009 2020 2021                                                                                 | 26,8                  | 9      | Vestas V90-2.0MW (5×) Enercon E-138 EP3 E2 (4×) | Nienstedt Sotterhausen                                                                                          | MSH         | 51° 26′ 28″ N, 11° 22′ 42″ O                            | e.n.o. energy                                                                   | 2020 Repowering (4× Enercon E-138 EP3 E2 statt 4× GET Danwin 600/41 und 1× Nordtank NTK 600/43 im Windpark Galgenberg) |
| Windpark Obermöllern                                                            | 1994                                                                                           | 0,3                   | 3      | Ventis V20-100 (3×) | Obermöllern | BLK         | 51° 10′ 31″ N, 11° 40′ 33″ O                            |                                                                                 | Zweiflügler, 2013 abgebaut |
| Windpark Ochtmersleben (Windpark Wartberg)                                      | 2006                                                                                           | 6,0                   | 3      | Vestas V80-2.0MW (3×) | Ochtmersleben                                                                                                   | BK          | 52° 9′ 38″ N, 11° 25′ 50″ O                             | Bürgerstrom, Germania Windpark, Notus energy                                    | |
| Windpark Ochtmersleben-Wellen (Windpark Wartberg)                               | 1999 2002 2006                                                                                 | 7,0                   | 4      | GE Wind Energy 1.5sl (2×) Vestas V80-2.0MW (2×) | Ochtmersleben Wellen                                                                                            | BK          | 52° 8′ 26″ N, 11° 25′ 1″ O                              | Notus energy                                                                    | Rückbau einer Tacke TW 1.5s 2025 |
| Windpark Pobzig                                                                 | 2001                                                                                           | 7,5                   | 5      | GE Wind Energy 1.5s (5×) | Pobzig | SLK         | 51° 48′ 31″ N, 11° 52′ 9″ O                             | EOS                                                                             | |
| Windpark Polleben                                                               | 1997 2012 2013 2016                                                                            | 13,0                  | 5      | Enercon E-53 (1×) Enercon E-101 (4×) | Polleben | MSH         | 51° 34′ 20″ N, 11° 37′ 4″ O                             | Germania Windpark, Trianel                                                      | Abbau von 5× Tacke TW 600e im Jahr 2016 |
| Windpark Pollitz                                                                | 2016                                                                                           | 11,0                  | 5      | eno energy eno100-2.2MW (5×) | Pollitz | SDL         | 52° 57′ 9″ N, 11° 37′ 2″ O                              |                                                                                 | Erweiterung geplant (5× Vestas V162-6.2MW) |
| Windpark Prettin-Plossig                                                        | 2001 2005 2006                                                                                 | 27,5                  | 15     | Enron Wind 1.5sl (5×) Enercon E-70 (10×) | Labrun Plossig Prettin                                                                                          | WB          | 51° 40′ 31″ N, 12° 57′ 1″ O                             | GSW, Repower, WSB                                                               | |
| Windpark Profen (Tagebau Profen)                                                | 2017 2025                                                                                      | 90,8                  | 19     | Siemens SWT-3.2-113 (9×) Vestas V162-6.2MW (10×) | Profen Hohenmölsen                                                                                              | BLK         | 51° 8′ 36″ N, 12° 9′ 56″ O                              | GETEC, MIBRAG                                                                   | errichtet im Tagebau Profen Erweiterung im Bau (10× Vestas V162-6.2MW) |
| Windpark Purzien                                                                | 2007                                                                                           | 3,2                   | 4      | Enercon E-48 (4×) | Purzien | WB          | 51° 45′ 22″ N, 12° 59′ 0″ O                             | WSB                                                                             | |
| Windpark Queis-Reußen-Sietzsch                                                  | 2003 2006 2009 2022 2025                                                                       | 44,66                 | 22     | Enercon E-66/18.70 (14×) Vestas V80-2.0MW (3×) Enercon E-53 (3×) GE Wind Energy 5.5-158 (1×) Enercon E-160 EP5 E3 R1 (1×) | Landsberg | SK          | 51° 29′ 19″ N, 12° 8′ 14″ O                             | WSB Neue Energien, easyenergy, WP Sietzsch, MBBF, EnBW                          | Erweiterung im Bau (1× Enercon E-160 EP5 E3 R1) weitere Erweiterung geplant (1× Nordex N163/7000) |
| Windpark Quenstedt-Arnstedt                                                     | 2000 2008 2009                                                                                 | 13,44                 | 11     | Vestas V47-660kW (4×) GE Wind Energy 1.5sl (4×) Enercon E-53 (1×) Vestas V80-2.0MW (2×) | Quenstedt Arnstedt                                                                                              | MSH         | 51° 41′ 3″ N, 11° 28′ 23″ O                             | N.prior energy, e.n.o. energy, SAB WindTeam                                     | |
| Windpark Quenstedt-Aschersleben                                                 | 2000 2003 2016 2022 2023                                                                       | 41,3                  | 21     | Vestas V47-660kW (4×) Tacke TW 1.5s (8×) Enercon E-66/20.70 (3×) Enercon E-92 (2×) Enercon E-101 (1×) Nordex N149/4500 (2×) Enercon E-138 EP3 E2 (1×) | Aschersleben Quenstedt                                                                                          | MSH SLK     | 51° 42′ 30″ N, 11° 27′ 29″ O                            | Enertrag, Prokon, SAB WindTeam GmbH, heliotec, wpd                              | Erweiterung 2022 (2× Nordex N149/4500); Erweiterung 2023 (1× Enercon E-138 EP3 E2); Erweiterung geplant (1× Nordex N149/5700); Repowering geplant (6× Vestas V162-6.0MW statt 8× Tacke TW 1.5s); |
| Windpark Querfurt                                                               | 1995 1999                                                                                      | 2,1                   | 4      | NEG Micon NM 48/600 (1×) Enercon E-40/5.40 (3×) | Querfurt | SK          | 51° 23′ 9″ N, 11° 34′ 6″ O                              |                                                                                 | |
| Windpark Redekin-Wulkow                                                         | 2009 2011 2017                                                                                 | 26,6                  | 13     | Vestas V90-2.0MW (3×) Enercon E-82 (8×) Enercon E-82 E2 (2×) | Redekin Wulkow                                                                                                  | JL          | 52° 28′ 25″ N, 12° 5′ 34″ O                             | Prokon, Ventotec                                                                | |
| Windpark Reinstedt                                                              | 1998 2001 2004 2010 2011                                                                       | 57,75                 | 35     | Wind World W5200/750 (3×) NEG Micon NM 72c/1500 (17×) Enercon E-70 (1×) Enercon E-82 (14×) | Falkenstein | HZ          | 51° 45′ 16″ N, 11° 23′ 7″ O                             | MDP, Juwi, wpd                                                                  | eine NEG Micon NM 72c/1500 mittlerweile zurückgebaut; Repowering geplant (11× Vestas V162-6.2MW & 2× Vestas V150-6.0MW statt 17× NEG Micon NM 72c/1500 & 3× Wind World W5200/750) |
| Windpark Rippachtal                                                             | 2016 2017                                                                                      | 14,4                  | 6      | Nordex N117/2400 (6×) | Großkorbetha Rippach                                                                                            | BLK         | 51° 14′ 22″ N, 12° 4′ 7″ O                              | Aquavent, MBBF                                                                  | errichtet am Kreuz Rippachtal |
| Windpark Samswegen                                                              | 2000                                                                                           | 4,0                   | 4      | AN Bonus 1000/54 (4×) | Samswegen | BK          | 52° 15′ 30″ N, 11° 35′ 11″ O                            | wpd                                                                             | |
| Windpark Sandersdorf-Brehna (Windpark Freiheit III)                             | 1998 1999 2003 2004 2005 2010 2011 2012 2024 2025                                              | 34,6                  | 15     | Südwind S77 (3×) DeWind D8 80/2000 (7×) Enercon E-53 (2×) Nordex N100/2500 (1×) Vestas V150-6.0MW (2×) | Sandersdorf-Brehna                                                                                              | ABI         | 51° 34′ 17″ N, 12° 13′ 25″ O                            | Enertrag                                                                        | errichtet neben ehemaliger Giftmülldeponie Repowering 2024/2025 (2× Vestas V150-6.0MW statt 4× DeWind D4 48/600) weiteres Repowering geplant (8× Nordex N175/7800 & 2× Nordex N163/7000 statt 7× DeWind D8 80/2000 & 3× Südwind S77) |
| Windpark Schafstädt                                                             | 1999 2002                                                                                      | 2,4                   | 4      | Enercon E-40/6.44 E1 (2×) Enercon E-40/6.44 (2×) | Schafstädt | SK          | 51° 22′ 5″ N, 11° 46′ 19″ O                             | WSB                                                                             | |
| Windpark Schermen                                                               | 2001 2007 2010 2023 2024                                                                       | 32,8                  | 12     | Vestas V90-2.0MW (8×) Vestas V150-4.2MW (4×) | Schermen | JL          | 52° 12′ 31″ N, 11° 49′ 22″ O                            | EWZ                                                                             | Repowering 2023/2024 (4× Vestas V150-4.2MW statt 2× Enercon E-40 6.44 E1) weiteres Repowering geplant |
| Windpark Schinne-Grassau                                                        | 2009 2012 2014 2020                                                                            | 93,5                  | 44     | Enercon E-70 (27×) Enercon E-82 E2 (9×) Enercon E-92 (8×) | Grassau Schinne                                                                                                 | SDL         | 52° 39′ 29″ N, 11° 42′ 17″ O                            | Enercon Invest                                                                  | |
| Windpark Schkortleben                                                           | 2006 2007                                                                                      | 27,6                  | 12     | Siemens SWT-2.3-93 (12×) | Weißenfels | BLK         | 51° 15′ 12″ N, 11° 59′ 0″ O                             | MBBF                                                                            | |
| Windpark Schochwitz-Gorsleben                                                   | 1997                                                                                           | 1,8                   | 3      | Nordex N43/600 (3×) | Gorsleben | SK          | 51° 32′ 34″ N, 11° 44′ 29″ O                            |                                                                                 | |
| Windpark Schwanebeck                                                            | 2003 2005 2008 2009 2010 2011 2013 2021                                                        | 51,4                  | 28     | NEG Micon NM 82/1500 (13×) Enercon E-82 (3×) Enercon E-70 E4 (1×) Vestas V80-2.0MW (1×) Vestas V90-2.0MW (9×) Vestas V126-3.6MW (1×) | Schwanebeck | HZ          | 51° 59′ 29″ N, 11° 7′ 29″ O                             | Energiequelle, wpd                                                              | eine weitere Anlage wurde 2016 abgebaut |
| Windpark Schwerz                                                                | 2003 2007 2012                                                                                 | 14,5                  | 7      | Enercon E-66/18.70 (2×) Enercon E-70 (2×) Enercon E-70 E4 (3×) | Schwerz | SK          | 51° 33′ 34″ N, 12° 9′ 23″ O                             | Umweltplan                                                                      | |
| Windpark Seehausen                                                              | 2008                                                                                           | 8,0                   | 4      | Gamesa G80-2.0MW (4×) | Seehausen | BK          | 52° 6′ 51″ N, 11° 16′ 45″ O                             |                                                                                 | eine Anlage 2014 abgebrannt |
| Windpark Sichau                                                                 | 2002 2003 2015                                                                                 | 18,3                  | 9      | Vestas V80-2.0MW (8×) Enercon E-82 E2 (1×) | Sichau | SAW         | 52° 30′ 29″ N, 11° 12′ 17″ O                            | Windkonzept                                                                     | Erweiterung geplant (2× eno energy eno160-6.0MW) |
| Windpark Siersleben                                                             | 2002 2009 2011                                                                                 | 20,0                  | 11     | Enron Wind 1.5s (4×) Vestas V90-2.0MW (7×) | Siersleben | MSH         | 51° 36′ 28″ N, 11° 31′ 14″ O                            | Prokon, e.n.o. energy, wind7, eab                                               | |
| Windpark Siestedt                                                               | 1999 2008                                                                                      | 31,4                  | 16     | Enercon E-40/5.40 (3×) Enercon E-70 E4 (13×) | Behnsdorf Siestedt                                                                                              | BK          | 52° 19′ 31″ N, 11° 7′ 24″ O                             | WindStrom, Naturwind                                                            | Erweiterung geplant |
| Windpark Sonnenberg (Windpark Oschersleben)                                     | 2005 2011                                                                                      | 73,05                 | 38     | Gamesa G58-850kW (1×) Enercon E-70 (33×) Enercon E-82 E2 (4×) | Oschersleben | BK          | 52° 1′ 27″ N, 11° 22′ 2″ O                              | Enertrag, Infigen                                                               | eine weitere Gamesa G58-850kW wurde bereits abgebaut Erweiterung geplant (6× Siemens Gamesa SG 6.2-170) |
| Windpark Spören-Beyersdorf                                                      | 1999 2002                                                                                      | 1,7                   | 3      | Enercon E-40/5.40 (1×) Enercon E-40/6.44 (2×) | Spören Beyersdorf                                                                                               | ABI         | 51° 36′ 5″ N, 12° 9′ 1″ O                               | Energiequelle                                                                   | |
| Windpark Staßfurt-Nord                                                          | 2001                                                                                           | 4,5                   | 3      | Südwind S70 (3×) | Staßfurt | SLK         | 51° 52′ 26″ N, 11° 35′ 27″ O                            |                                                                                 | |
| Windpark Stegelitz-Ziepel-Tryppehna                                             | 2009 2010 2025                                                                                 | 68,2                  | 23     | Vestas V90-2.0MW (8×) Enercon E-82 E3 (9×) Enercon E-138 EP3 E2 (6×) | Stegelitz Ziepel Tryppehna                                                                                      | JL          | 52° 10′ 25″ N, 11° 53′ 5″ O                             | Germania Windpark, Lorica, Drewag, Boreas, WP Ziepel                            | Erweiterung in Bau (6× Enercon E-138 EP3 E2) Erweiterung geplant (3× Vestas V172-7.2MW) weitere Erweiterung geplant |
| Windpark Stößen-Osterfeld                                                       | 1997 1999 2000 2005 2010 2012 2014                                                             | 34,0                  | 18     | Enercon E-66/15.66 (7×) Enercon E-70 (6×) Enercon E-82 (5×) | Görschen Löbitz Osterfeld Stößen                                                                                | BLK         | 51° 6′ 0″ N, 11° 55′ 16″ O                              | Alternative Energiezentrum                                                      | 2 weitere Enercon E-40/5.40 wurden mittlerweile abgebaut 2022 Abbau von 2× Enercon E-40/5.40 und 1× Enercon E-66/15.66 sowie eine weitere Enercon E-40/5.40 im Jahr 2024 Repowering geplant (10× Enercon E-175 EP5 E2, 6× Enercon E-160 EP5 E3 R1 und 4× Enercon E-138 EP3 E3 statt 6× Enercon E-70 und 7× Enercon E-66/15.66) |
| Windpark Stößen-Teuchern (incl. Windpark Vier Berge)                            | 1999 2000 2001 2002 2003 2005 2006 2007 2010 2012 2013 2014 2017 2018 2020 2022 2023 2024 2025 | 271,67                | 83     | Enercon E-66/15.66 (8×) Enercon E-70 (7×) Enercon E-70 E4 (1×) Enercon E-82 (1×) Enercon E-82 E2 (16×) Enercon E-126 EP8 6.0 (3×) Vestas V112-3.3MW (4×) Enercon E-101 (6×) Enercon E-115 (3×) Enercon E-126 EP3 4.0 (3×) Enercon E-138 EP3 E1 (4×) Enercon E-103 EP2 (1×) Enercon E-115 EP3 E3-4.2 (3×) Enercon E-138 EP3 E2 (11×) Enercon E-138 EP3 E3 (6×) Enercon E-160 EP5 E3 (6×) | Langendorf Stößen Teuchern                                                                                      | BLK         | 51° 7′ 32″ N, 11° 57′ 31″ O                             | AEZ GmbH, Thüga, WP Prittitz                                                    | errichtet beiderseits der A 9 Repowering 2020 (3× Enercon E-126 EP3 4.0 und 4× Enercon E-138 EP3 E1 statt 10× GE Wind Energy 1.5sl) Erweiterung 2022 (1× Enercon E-115 EP3 E3-4.2 und 2× Enercon E-138 EP3 E2) Repowering 2022 (1× Enercon E-138 EP3 E2, statt 2× Enercon E-66/15.66) Repowering 2023/2024 (2× Enercon E-160 EP5 E3, 8× Enercon E-138 EP3 E2, 2× Enercon E-115 EP3 E3-4.2 und 1× Enercon E-103 EP2 statt 7× Enercon E-66/15.66, 4× GE Wind Energy 1.5sl, 1× Enron Wind 1.5sl und 2× Enercon E-70); Repowering im Gange (4× Enercon E-160 EP5 E3, 6× Enercon E-138 EP3 E3 statt 7× Enercon E-66/15.66, 3× GE Wind Energy 1.5sl); Erweiterung geplant (2× Enercon E-175 EP5 E2 & 2× Enercon E-160 EP5 E3 R1 und 2× Enercon E-138 EP3 E3) Repowering geplant (8× Enercon E-175 EP5 E2, 10× Enercon E-160 EP5 E3 R1 und 4× Enercon E-138 EP3 E3 statt 7× Enercon E-70, 8× Enercon E-66/15.66) weitere Erweiterung geplant |
| Windpark Straach                                                                | 1997 2006 2007                                                                                 | 15,0                  | 10     | REpower MD77 (10×) | Straach | WB          | 51° 57′ 33″ N, 12° 36′ 34″ O                            | Prokon                                                                          | eine Südwind S46/600 wurde 2018 abgebaut |
| Windpark Straguth                                                               | 2005 2009                                                                                      | 8,45                  | 10     | Gamesa G58-850kW (9×) Enercon E-53 (1×) | Zerbst/Anhalt                                                                                                   | ABI         | 52° 1′ 19″ N, 12° 10′ 34″ O                             | wpd                                                                             | |
| Windpark Sylda                                                                  | 2002 2015                                                                                      | 17,1                  | 8      | Enercon E-66/18.70 (3×) Enercon E-70 E4 (1×) Enercon E-92 (4×) | Sylda Walbeck                                                                                                   | MSH         | 51° 39′ 33″ N, 11° 25′ 33″ O                            | Windwärts                                                                       | |
| Windpark Thurland                                                               | 2002 2005 2006 2007 2013                                                                       | 62,7                  | 32     | GE Wind Energy 1.5sl (5×) DeWind D8 80/2000 (5×) Enercon E-66/20.70 (4×) Enercon E-70 (14×) Enercon E-70 E4 (3×) Enercon E-82 E2 (1×) | Thurland Zörbig Bobbau Raguhn                                                                                   | ABI         | 51° 42′ 17″ N, 12° 14′ 13″ O                            | Enertrag, WSB, WP Thurland                                                      | |
| Windpark Trebbichau                                                             | 2002 2011 2012                                                                                 | 33,7                  | 19     | AN Bonus 1300/62 (10×) Enercon E-82 E2 (9×) | Trebbichau an der Fuhne Wieskau                                                                                 | ABI         | 51° 39′ 26″ N, 11° 57′ 13″ O                            | wpd, Lüdtke&Scheer, WP Trebbichau                                               | Repowering geplant (8× Enercon E-160 EP5 E3 statt 10× AN Bonus 1300/62) |
| Windpark Uhrsleben                                                              | 1997                                                                                           | 1,5                   | 3      | Enercon E-40/5.40 (3×) | Uhrsleben | BK          | 52° 12′ 3″ N, 11° 17′ 20″ O                             | BAUUNION-Wismar                                                                 | Errichtet an der A 2, Rotortausch einer Anlage im Jahr 2019 |
| Windpark Uhrsleben-Süd                                                          | 2003 2005                                                                                      | 23,6                  | 13     | Enercon E-66/18.70 (12×) Enercon E-70 (1×) | Uhrsleben | BK          | 52° 11′ 14″ N, 11° 16′ 19″ O                            | Landwind                                                                        | errichtet an der A 2 |
| Windpark Unseburg                                                               | 2006                                                                                           | 14,0                  | 7      | Vestas V80-2.0MW (7×) | Unseburg | SLK         | 51° 55′ 37″ N, 11° 33′ 39″ O                            | ATM, Unternehmen, greenwind, SAB Windteam                                       | |
| Windpark Volkstedt                                                              | 2013                                                                                           | 13,8                  | 6      | Enercon E-82 E2 (6×) | Volkstedt | MSH         | 51° 30′ 12″ N, 11° 32′ 1″ O                             | Trianel                                                                         | |
| Windpark Walkhügel (Windpark Aderstedt/Ilberstedt)                              | 2000 2001 2002 2009 2017 2022                                                                  | 52,05                 | 21     | Enercon E-66/18.70 (12×) Enercon E-70 E4 (3×) Vestas V126-3.45MW (1×) Enercon E-138 EP3 E2 (5×) | Bernburg Güsten Ilberstedt                                                                                      | SLK         | 51° 46′ 16″ N, 11° 39′ 19″ O                            | Volkswind, WP Walkhügel                                                         | errichtet an der A 14 Repowering 2022 (5× Enercon E-138 EP3 E2 statt 4× Enercon E-66/15.66 & 3× Enercon E-66/18.70); weiteres Repowering geplant (3× Vestas V150-6.0MW & 2× Vestas V172-7.2MW statt 12× Enercon E-66/18.70) |
| Windpark Wansleben am See-Teutschenthal                                         | 2002 2006 2014 2015 2018 2022 2023                                                             | 49,0                  | 14     | Vestas V82-1.5MW (2×) Vestas V90-2.0MW (1×) Vestas V112-3.0MW (2×) Vestas V136-3.6MW (2×) eno energy eno114-3.5MW (4×) Vestas V150-5.6MW (3×) | Wansleben am See Teutschenthal                                                                                  | MSH SK      | 51° 26′ 34″ N, 11° 45′ 27″ O                            | Ostwind, wind7, MDP, REWAG, e.n.o. energy, UKA-Gruppe                           | Repowering 2018 (2× Vestas V136-3.6MW statt 3× Südwind S70) Repowering 2023 (3× Vestas V150-5.6MW statt 5× Südwind S70) weiteres Repowering geplant (1× Vestas V162-6.2MW statt 2× Vestas V82-1.5MW) |
| Windpark Wegeleben-Gröningen                                                    | 2006 2007 2009 2012                                                                            | 50,25                 | 25     | Enercon E-70 (2×) Vestas V90-2.0MW (11×) REpower MM82 (5×) Enercon E-82 (7×) | Gröningen Wegeleben                                                                                             | BK HZ       | 51° 53′ 28″ N, 11° 14′ 17″ O                            | WP Gröningen, WP Wegeleben                                                      | Erweiterung geplant (3× Vestas V162-6.2MW) |
| Windpark Welbsleben                                                             | 2001                                                                                           | 7,5                   | 5      | NEG Micon NM 72c/1500 (5×) | Welbsleben | MSH         | 51° 43′ 11″ N, 11° 24′ 7″ O                             | MDP, Umweltkontor                                                               | |
| Windpark Wellen-Klein Rodensleben                                               | 1999 2002 2003 2006                                                                            | 18,8                  | 11     | GE Wind Energy 1.5sl (2×) Vestas V66-1.65MW (2×) Fuhrländer FL MD70 (3×) Vestas V80-2.0MW (4×) | Klein Rodensleben Wellen                                                                                        | BK          | 52° 7′ 29″ N, 11° 24′ 30″ O                             | seebaWIND, Notus energy, WKN Windkraft Nord, Windstrom                          | eine Vestas V66-1.65MW ist abgebrannt |
| Windpark Wenddorf                                                               | 2013 2024                                                                                      | 24,1                  | 8      | Enercon E-82 E2 (5×) Enercon E-138 EP3 E2 (3×) | Wenddorf Sandbeiendorf                                                                                          | BK          | 52° 22′ 34″ N, 11° 43′ 11″ O                            | Lorica Energiesysteme                                                           | |
| Windpark Westeregeln                                                            | 2001 2011 2025                                                                                 | 37,1                  | 12     | Nordex N62/1300 (2×) Enercon E-82 E2 (7×) Vestas V150-6.0MW (1×) Vestas V162-6.2MW (2×) | Westeregeln | SLK         | 51° 57′ 19″ N, 11° 21′ 19″ O                            | WP Westeregeln, GETEC, Bördewind, SAB WindTeam                                  | 2× AN Bonus 1000/54 im Zuge der Erweiterung abgebaut Erweiterung im Bau (1× Vestas V150-6.0MW und 2× Vestas V162-6.2MW) Erweiterung geplant (6× Siemens Gamesa SG 6.2-170) |
| Windpark Wimmelburg                                                             | 1999 2007                                                                                      | 13,38                 | 8      | Vestas V47-660kW (3×) Nordex N90/2300 (5×) | Wimmelburg | MSH         | 51° 30′ 25″ N, 11° 27′ 19″ O                            | ge3000, Windcom                                                                 | Erweiterung geplant |
| Windpark Windberge-Lüderitz-Nord                                                | 2015 2016 2017                                                                                 | 42,75                 | 13     | Vestas V112-3.0MW (2×) Vestas V112-3.3MW (7×) Vestas V126-3.3MW (1×) Vestas V126-3.45MW (3×) | Lüderitz Windberge                                                                                              | SDL         | 52° 31′ 34″ N, 11° 44′ 23″ O                            |                                                                                 | |
| Windpark Wörbzig                                                                | 1999 2003 2004 2019                                                                            | 31,5                  | 12     | Vestas V66-1.65MW (6×) Vestas V136-3.6MW (6×) | Gröbzig | ABI         | 51° 42′ 24″ N, 11° 54′ 27″ O                            | ge3000, WEB Windenergie AG                                                      | Repowering 2019 (6× Vestas V136-3.6MW statt 12× Vestas V66-1.65MW) Erweiterung geplant (2× Nordex N163/7000) |
| Windpark Wulferstedt                                                            | 2003                                                                                           | 9,0                   | 6      | NEG Micon NM 82/1500 (6×) | Wulferstedt | BK          | 52° 0′ 20″ N, 11° 6′ 2″ O                               | WP Wulferstedt                                                                  | |
| Windpark Zeitz (Windpark Geußener Höhe)                                         | 1997 2001 2002 2003 2009 2020 2025                                                             | 42,1                  | 12     | AN Bonus 600/44 (1×) AN Bonus 1000/54 (1×) AN Bonus 1300/62 (1×) Enercon E-70 (2×) Enercon E-82 (1×) Nordex N133/4800 (4×) Nordex N163/7000 (2×) | Schnaudertal Zeitz                                                                                              | BLK         | 51° 1′ 11″ N, 12° 10′ 2″ O                              | European Energy, AEZ GmbH, Boreas                                               | 2× AN Bonus 1300/62 im Jahr 2020 abgebaut sowie 1× AN Bonus 600/44 2023; Erweiterung geplant (2× Enercon E-82 E2); Repowering im Gange (4× Nordex N133/4800 & 2× Nordex N163/7000 statt 1× AN Bonus 1300/62, 1× AN Bonus 600/44 & 2× Enercon E-70) |
| Windpark Zerbst                                                                 | 2015 2017                                                                                      | 44,4                  | 14     | Siemens SWT-3.0-113 (10×) Siemens SWT-3.6-130 (4×) | Zerbst/Anhalt                                                                                                   | ABI         | 52° 0′ 8″ N, 12° 7′ 23″ O                               | GETEC                                                                           | Erweiterung geplant (7× Nordex N163/6800) |
| Windpark Zerbst-Ost                                                             | 1999 2005 2009 2014                                                                            | 17,35                 | 9      | GE Wind Energy 1.5sl (2×) Enercon E-70 (3×) Enercon E-92 (1×) eno energy eno82-2.0MW (3×) | Zerbst/Anhalt                                                                                                   | ABI         | 51° 58′ 33″ N, 12° 7′ 0″ O                              | WKN Windkraft Nord, e.n.o. energy                                               | |
| Windpark Zethlingen                                                             | 2016                                                                                           | 16,5                  | 6      | GE Wind Energy 2.75-120 (6×) | Zethlingen | SAW         | 52° 43′ 1″ N, 11° 15′ 47″ O                             |                                                                                 | |
| Windpark Zieko                                                                  | 1998 1999 2007                                                                                 | 9,85                  | 10     | Nordex N60/1300 (3×) Gamesa G58-850kW (7×) | Zieko | WB          | 51° 54′ 4″ N, 12° 24′ 11″ O                             | Prokon                                                                          | Errichtet an der A 9 |
| Windpark Zorbau                                                                 | 2003 2011                                                                                      | 12,8                  | 6      | Enercon E-66/18.70 (2×) Enercon E-82 E2 (4×) | Zorbau | BLK         | 51° 10′ 12″ N, 12° 1′ 4″ O                              | Terrawatt, SAB WindTeam                                                         | |
| Windpark Zschornewitz                                                           | 1999 2000 2022 2024 2025                                                                       | 22,0                  | 4      | Enercon E-160 EP5 E2 (4×) | Zschornewitz | WB          | 51° 41′ 34″ N, 12° 24′ 21″ O                            | Umweltkontor                                                                    | errichtet auf rekultivierter Abraumhalde im Tagebau Gröbern, 2022 Abbau einer DeWind D6 62/1000; Repowering 2024/2025 (4× Enercon E-160 EP5 E2 statt 7× DeWind D6 62/1000) Erweiterung geplant (4× Enercon E-160 EP5 E3 R1) |